# BMW

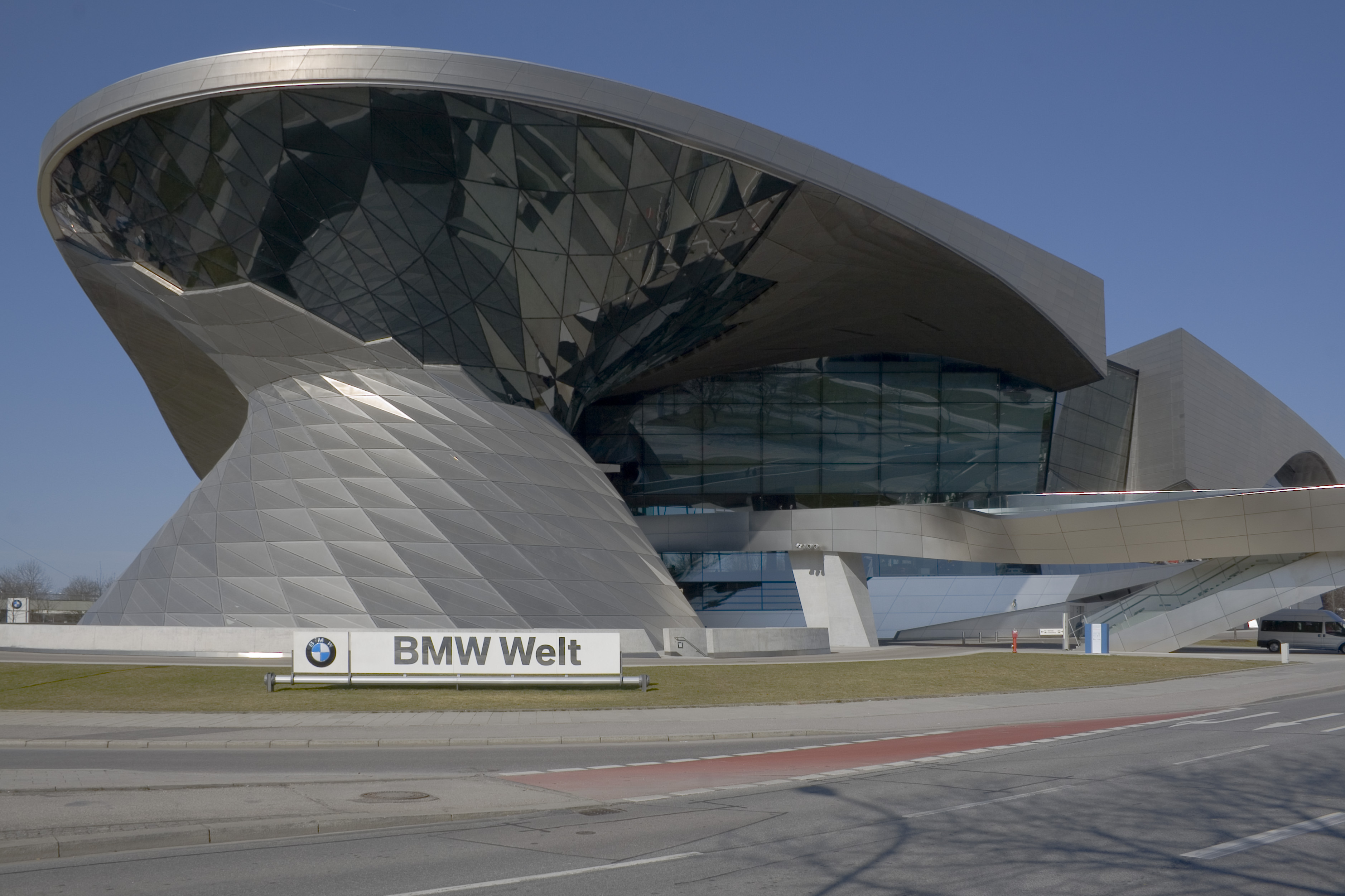
BMW Welt w Monachium

Bayerische Motoren Werke Aktiengesellschaft (wymowaⓘ, BMW AG) – niemiecki koncern motoryzacyjny produkujący od 1916 roku samochody osobowe, motocykle, skutery oraz silniki.

## Historia koncernu

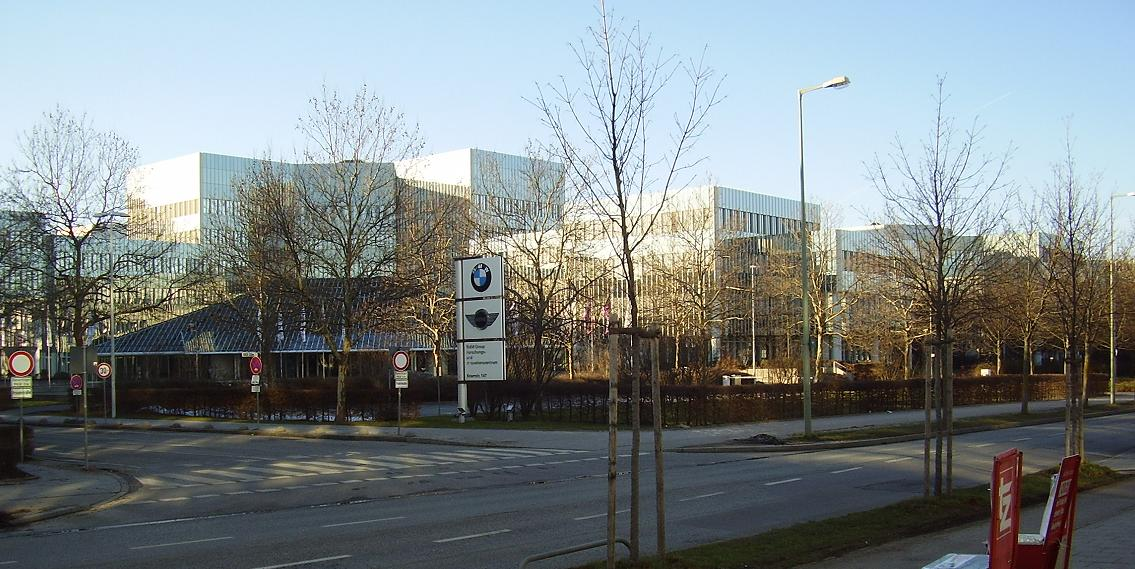
Budynek centrum badawczego Forschungs- und Ingenieurzentrum

Koncern BMW jako swoich założycieli podaje dwie osoby: Gustava Otto i Karla Rappa, którzy w Monachium na początku XX wieku niezależnie od siebie rozpoczęli działalność gospodarczą w dziedzinie lotnictwa. Znaczny udział w kształtowaniu przedsiębiorstwa i późniejsze jej sukcesy należy przypisać osobom: Franzowi Josefowi Poppowi – pierwszemu dyrektorowi naczelnemu, Maxowi Frizowi – głównemu konstruktorowi i dyrektorowi technicznemu oraz Camillo Castiglioniemu – akcjonariuszowi i właścicielowi przedsiębiorstwa.
Logo przedsiębiorstwa BMW, które pozostało niezmienione do czasów współczesnych, przedstawia stylizowany krąg śmigła w barwach Bawarii, łączy lotnicze korzenie przedsiębiorstwa z alpejskim landem.

### Początek

#### Gustav Otto Flugmaschinenfabrik
Gustav Otto, niemiecki przemysłowiec, pilot i pionier lotnictwa w Bawarii, był synem Nikolausa Augusta Otto, wynalazcy silnika czterosuwowego o wewnętrznym spalaniu. Poprzez ich pasję do maszyn latających, pomogli w transformacji lotnictwa z hobby do przemysłu zbrojeniowego, głównie po wybuchu I wojny światowej.
Widok maszyn latających podczas pokazu w Kolonii we wrześniu 1909 roku rozbudził fascynację Otta do idei latania. Bezpośrednio po pokazach lotniczych udał się do Francji, gdzie nabył trzy samoloty jednopłatowe typu Blériot oraz licencję na ich produkcję na terenie Niemiec. W 1910 roku jako jeden z pierwszych otrzymał niemiecką licencję lotniczą nr 34 i jeszcze w tym samym roku założył szkółkę lotniczą wraz z fabryką, którą w 1911 roku nazwano Fabryką Maszyn Latających Gustav Otto (niem. Gustav Otto Flugmaschinenfabrik). Fabryka mieściła się m.in. przy ulicy Lerchenauer Straẞe 76, na wschód od poligonu wojskowego Oberwiesenfeld w dzielnicy Monachium Milbertshofen. Na tych terenach mieści się dzisiaj monachijska fabryka BMW oraz centrala koncernu.
Na początku Otto produkował samoloty treningowe i zwiadowcze „AGO C.I”, na których wkrótce latał cały Królewski Bawarski Korpus Lotniczy (niem. Königlich Bayerische Fliegertruppe). W czasie wojny samolot okazał się jednak nieodpowiedni, więc zakład przerzucił się na produkcję dwupłatowców na licencji Farmana. Później przedsiębiorstwa Flugmaschinenfabrik Gustava Otto i AGO (niem. Aerowerke Gustav Otto) opracowały jeszcze kilka własnych konstrukcji kończąc na „AGO C.IV”. Jednakże żadna z nich nie sprawdziła się podczas misji bojowych, więc Pruskie Ministerstwo Wojskowe zrezygnowało z planowanych zamówień. Podupadając finansowo, w styczniu 1916 roku przedsiębiorstwo Otto zostało wykupione przez konsorcjum, w którego skład wchodził MAN AG oraz kilka banków. W niecały miesiąc później na terenie przedsiębiorstwa inwestorzy założyli nową spółkę, Bayerische Flugzeugwerke AG (pol. Bawarskie Zakłady Lotnicze SA). AGO zamknięto w 1918 roku, a pozostałe nieruchomości przejęło przedsiębiorstwo AEG.

#### Rapp Motorenwerke GmbH
27 października 1913 roku Karl Rapp i Julius Auspitzer założyli Rapp Motorenwerke GmbH (z niem. Zakłady Silnikowe Rapp sp. z o.o.) mieszczące się w kilku drewnianych budynkach obok Oberwiesenfeld, gdzie poprzednio istniała fabryka silników lotniczych. Profil produkcyjny nowego przedsiębiorstwa był identyczny. Po wybuchu I wojny światowej Rapp dostarczał silniki lotnicze Ministerstwu Wojskowemu Prus. Jednakże silniki miały problem z tłumieniem drgań i czasami pękały, co doprowadziło do zerwania na nie umowy. Próby poprawienia konstrukcji tylko skompromitowały inżyniera. Rapp szybko straciłby swoją pozycję, gdyby podczas wojny nie otrzymał licencji na budowę 12-cylindrowych silników, zaprojektowanych przez Austro-Daimlera, których głównym odbiorcą były Ministerstwo Wojskowe Austro-Węgier, a także Bawarii. Austro-Daimler nie był w tym czasie zdolny pokryć wszystkich zamówień na ten towar. Osobą nadzorującą budowę tych silników był Franz Josef Popp. Tak więc, kiedy podjęto decyzję o ich produkcji w Rapp Motorenwerke GmbH, Popp przeprowadził się z Wiednia do Monachium. W nowym miejscu prowadził nadzór nad procesem wytwarzania, a nawet z własnej inicjatywy zajął się zarządzaniem w przedsiębiorstwie. Popp był również osobą, która przekonała Karla Rappa do przyjęcia aplikacji Maxa Friza, młodego projektanta i inżyniera silników lotniczych w przedsiębiorstwie Daimler. Na początku Rapp zamierzał odrzucić podanie, ale przekonał go Popp zwracając jego uwagę na niedobór zdolnych konstruktorów w przedsiębiorstwie.

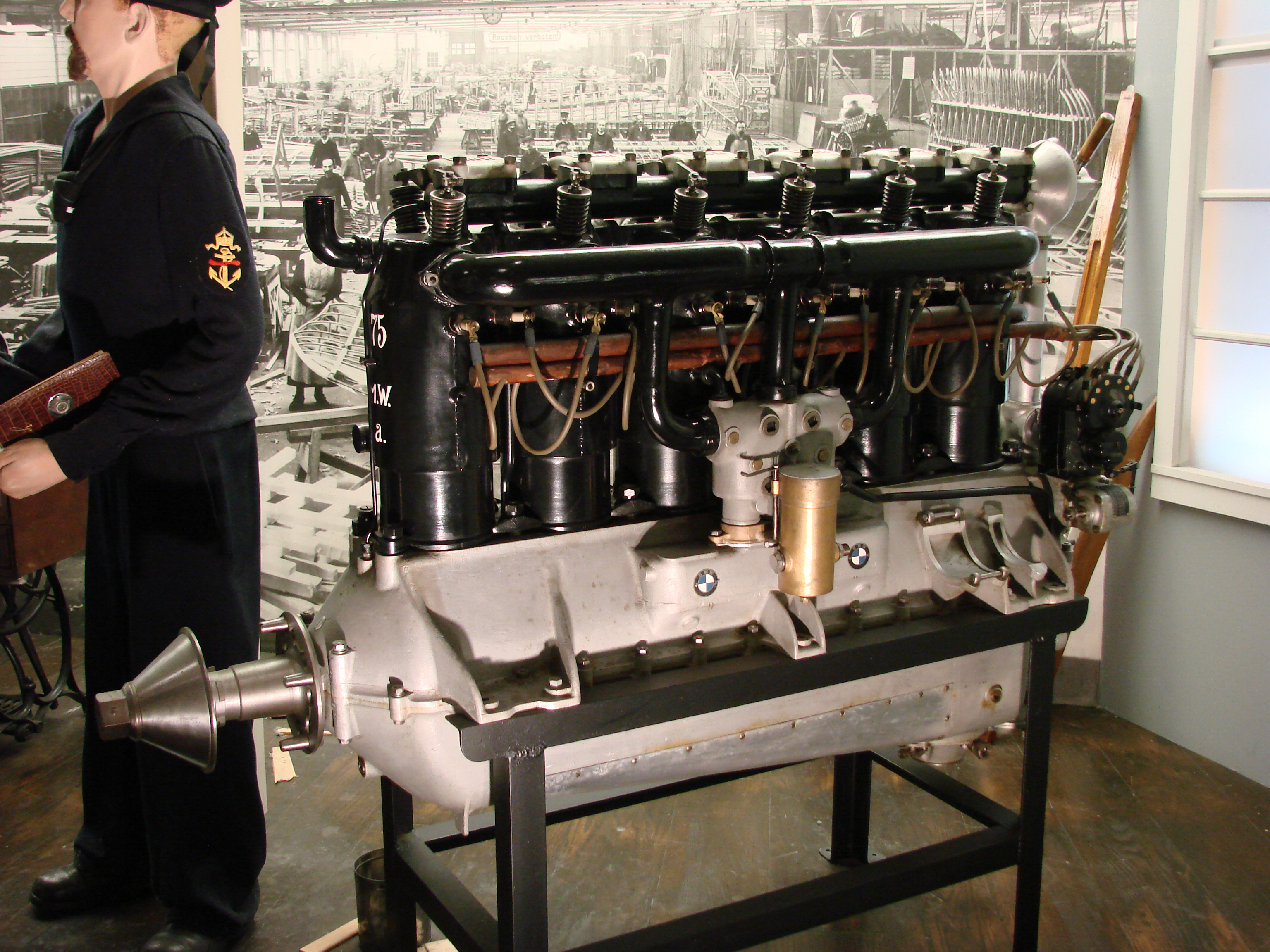
Silnik lotniczy BMW IIIa, pierwszy produkt przedsiębiorstwa BMW

W ciągu kilku tygodni Max Friz zaprojektował nowy silnik lotniczy, BMW IIIa, z innowacyjnym gaźnikiem – także jego konstrukcji – mogącym pracować na dużych wysokościach, co pozwoliło obniżyć straty mocy. To i parę innych technicznych szczegółów sprawiło, że silnik ten przewyższał osiągami inne niemieckie silniki lotnicze. 17 czerwca 1919 roku pilot testowy Franz Zeno Diemer w samolocie DFW F 37/III z 6-cylindrowym silnikiem BMW IIIa/IV potwierdził niesamowitość konstrukcji, osiągając światowy rekord wysokości, wynoszący 9760 metrów. Przez uznanie, na jakie zasłużył sobie Max Friz, stało się jasne, że tym, co powstrzymywało przedsiębiorstwo od sukcesu, był Karl Rapp i jego kiepski projekt silnika. Friz okazał się świetnym głównym konstruktorem, więc uzależnienie od Rappa znikło. 25 lipca 1917 roku współzałożyciele przedsiębiorstwa rozwiązali między sobą umowę. Kiedy odejście Rappa stało się pewne, trzeba było podjąć inną ważną decyzję. Jeżeli człowiek, który użyczył nazwy przedsiębiorstwu, teraz ją opuszczał, to naturalnie potrzebna była nowa nazwa. Tak więc 21 lipca 1917 zmieniono firmę z Rapp Motorenwerke GmbH na Bayerische Motorenwerke GmbH (z niem. Bawarskie Zakłady Silnikowe sp. z o.o.).

#### Bayerische Flugzeugwerke AG (BFW)
W styczniu 1916 roku przedsiębiorstwo MAN AG i kilka banków kupiły od konstruktora samolotów przedsiębiorstwo Gustav Otto Flugmaschinenfabrik. Na terenie przedsiębiorstwa inwestorzy założyli nowy interes nazwany Bayerische Flugzeugwerke AG (BFW). Nie było czasu na prace projektowe, tak więc BFW produkowało samoloty na licencji Albatros Flugzeugwerke z Berlina. To znaczyło, że w przeciągu miesiąca od założenia, fabryka była zdolna produkować samoloty dla ministerstw wojskowych Prus i Bawarii. Jednakże niemieckie siły powietrzne często narzekały na poważne defekty, które występowały w pierwszych maszynach z BFW. Te same problemy zgłaszano w samolotach poprzedniego przedsiębiorstwa prowadzonej przez Gustava Otto. Podstawami tych defektów był brak precyzji w produkcji, który przeszedł do BFW, tak jak większość załogi dawnego zakładu Otto. Problem jakości został rozwiązany pod koniec 1916 roku wskutek zmian organizacyjnych i większego nadzoru linii produkcyjnej. Dzięki temu BFW było w stanie wyprodukować 200 samolotów miesięcznie z załogą liczącą ok. 2400 osób, przez co stało się największym producentem samolotów w Bawarii.

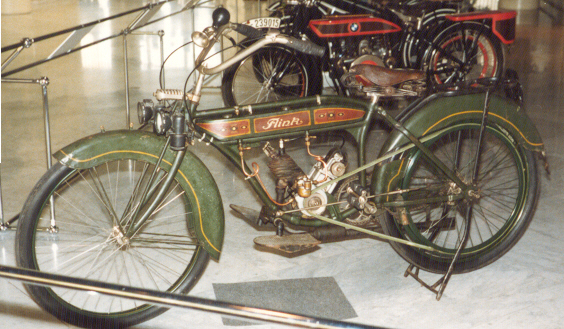
Motorower Flink produkcji BFW AG

Koniec wojny mocno dotknął BFW, ponieważ zapotrzebowanie na samoloty wojskowe upadło. Zarząd przedsiębiorstwa był przez to zmuszony do poszukania nowego zajęcia, jeżeli nie chciał stracić pozycji na rynku. BFW posiadało nowoczesną stolarnię, ponieważ od czasu I wojny światowej, by obniżyć wagę, większość samolotów było budowanych z drewna. Ponadto przedsiębiorstwo wciąż składowało w magazynie materiały wystarczające na budowę ok. 200 samolotów, warte 4,7 miliona marek niemieckich. Wydawało się uzasadnionym, żeby użyć i maszyn, i materiałów do produkcji mebli i zabudów kuchni. W dodatku, od 1921 roku przedsiębiorstwo produkowało motocykle własnej konstrukcji pod nazwami Flink i Helios.
Jesienią 1921 roku austriacki przemysłowiec-finansista Camillo Castiglioni wyraził swoje zainteresowanie kupnem BFW. Większość akcjonariuszy przystała na jego ofertę, jedynie MAN AG początkowo zachowało swoje udziały w BFW. Castiglioni chciał jednak wykupić wszystko. W swoim działaniu był wspierany przez, zarządzającego BMW, dyrektora Franza Josefa Poppa, który w liście do prezesa MAN opisał BFW jako „martwą fabrykę, która nie ma zakładów wartych wspomnienia i składa się w większości z rozlatujących się i nieodpowiednich drewnianych szop usytuowanych w mieście nieprzychylnym działalności przemysłowej i nie wygląda na to, żeby status jej posiadania był kiedyś powodem do entuzjazmu”. Oczywiste jest, że Popp i Castiglioni byli stale w bliskim kontakcie, a Popp prawdopodobnie krył swoje plany połączenia BMW z BFW, wysyłając ten list. Prawdopodobnie wiosną 1922 roku Castiglioni i Popp namówili MAN AG na odsprzedanie udziałów w BFW, tak że przedsiębiorstwo należało wyłącznie do Castiglioniego. W maju tego samego roku, kiedy inwestor, z pochodzenia Włoch, nabył wydział silników BMW od Knorr-Bremse AG (z niem. Knorr Hamulce SA), nic więcej nie stało na drodze połączenia przedsiębiorstwa lotniczego BFW z przedsiębiorstwem konstruującym silniki BMW pod firmą BMW GmbH. Nazwa Bayerische Flugzeugwerke AG ożyła w 1926 roku, gdy spółka Udet-Flugzeugbau GmbH (niem. Budowa Samolotów Udet sp. z o.o.) stała się spółką akcyjną, zmieniając nazwę na BFW AG. W początkowych etapach, BMW AG miała swój udział w tym przedsiębiorstwie i była reprezentowana przez Poppa, który zasiadał w jej radzie nadzorczej. Z czasem przedsiębiorstwo zmieniło firmę na Messerschmitt AG.

### Bayerische Motoren Werke GmbH 1917
Odejście Karla Rappa umożliwiło głęboką restrukturyzację spółki BMW GmbH, poprzednio Rapp Motorenwerke GmbH’. Podczas gdy Max Friz zajmował się projektowaniem, Franz Josef Popp objął stanowisko przewodniczącego zarządu. Popp piastował tę kluczową pozycję aż do przejścia na emeryturę w 1942 roku, bardzo przyczyniając się w kształtowanie przyszłości BMW.

#### Rozwój
Ogromne zamówienia, otrzymywane przez austro-węgierskie i niemieckie ministerstwa wojskowe, były przytłaczające dla tak małego przedsiębiorstwa jak BMW. Pod kierownictwem Karla Rappa silniki wytwarzano tylko w niewielkiej liczbie egzemplarzy, więc zakłady produkcyjne w żaden sposób nie były przystosowane do wymaganej produkcji masowej. Przedsiębiorstwu brakowało nie tylko odpowiednich maszyn, ale też w dużym stopniu wykwalifikowanej załogi. Jednakże największą przeszkodą były małe i starzejące się zakłady. Niemniej jednak, dzięki gospodarce wojennej państwa, urzędnicy z odpowiednich ministerstw byli uprawnieni do udzielenia BMW szerokiej pomocy. Tak więc, w krótkim czasie, BMW dostało wykwalifikowanych pracowników i potrzebne maszyny. W dodatku, monachijskie przedsiębiorstwo otrzymało wysokie wsparcie finansowe, które umożliwiło wybudowanie od podstaw całkowicie nowej fabryki leżącej w bezpośrednim sąsiedztwie starych fabryk. Z powodu zbyt małego kapitału akcyjnego, budynki pod fabrykę i kapitał obrotowy potrzebny na kupno materiałów i wypłaty musiał być sfinansowany z zewnętrznych środków, tj. kredytów bankowych lub wsparcia państwa. Ministerstwom wojskowym Bawarii i Prus (wtedy osobne królestwa w cesarskim imperium) było nie na rękę, udzielanie ciągłego wsparcia dla BMW w postaci pożyczek i poręczeń z ich strony, więc zaleciły jej przejście w spółkę akcyjną.

#### BMW GmbH emituje akcje
W 1917 roku Max Wiedmann posiadał ok. 80% udziałów w Rapp Motorenwerke GmbH. Większość z tych udziałów nabył od swojego teścia Juliusa Auspitzera w 1914 roku i stał się przez to postacią mającą duży wpływ na decyzje podejmowane w przedsiębiorstwie. Nawet po zmianie firmy na Bayerische Motoren Werke GmbH, Wiedmann pozostał głównym udziałowcem. Kapitulacja Wiedmanna w lipcu 1918 roku, wywołana naciskami rządu, otworzyła drogę do utworzenia spółki akcyjnej. 13 sierpnia 1918 roku BMW AG zostało wpisane do rejestru handlowego jako spółka akcyjna. Nowe przedsiębiorstwo zabrała poprzednikowi, BMW GmbH, wszystkie jego środki produkcji, książkę zamówień i załogę. 12 listopada 1918 roku ruszył Maschinenwerke Schleißheimerstrasse, który powstał po zmianie nazwy starej spółki BMW GmbH. Kapitał akcyjny BMW AG wynoszący 12 milionów marek niemieckich rozpisano pomiędzy trzy grupy inwestorów. Jedną trzecią udziałów podzielili się po równo Bayerische Bank i Norddeutsche Bank. Kolejna jedna trzecia została nabyta przez norymberskiego przemysłowca Fritza Neumeyera. To dawało pewność, że 50% kapitału (6 mln marek) było w rękach bawarskich przedsiębiorstw lub banków. Rząd Bawarii strzegł dobrze silnie lokalnego pakietu udziałów. Końcowa jedna trzecia udziałów przypadła wiedeńskiemu przemysłowcowi-finansiście Camillo Castiglioniemu. Podczas wojny Castiglioni był jednym z głównych graczy w austro-węgierskim przemyśle lotniczym i przez długi czas miał powiązania z Rapp Motorenwerke GmbH. Tak więc prawdopodobnie już w 1916 roku wpływał na wynik negocjacji przy większości zamówień z Austro-Daimler Motoren dla Rapp Motorenwerke GmbH, za co otrzymał dużą prowizję. Jednakże strefy wpływów finansisty nie były ograniczone wyłącznie obszarem Austrii. W 1915 roku, poprzez połączenie kilku przedsiębiorstw, utworzył Hansa und Brandenburgische Flugzeugwerke AG (pol. Zakłady Lotnicze Hansy i Brandenburgii SA) w okolicach Berlina, które dostarczały samoloty niemieckim siłom wodnym. Wydawało się logicznym, że Castiglioni będzie chciał rozszerzyć swoją sieć przedsiębiorstw, poprzez dodanie niemieckiego producenta silników lotniczych.

#### BMW zmuszone do zakończenia działalności
Koniec wojny w listopadzie 1918 roku wywarł ogromny wpływ na cały przemysł lotniczy w Niemczech. Od 1914 roku przedsiębiorstwa otrzymywały korzystne zamówienia na samoloty i silniki lotnicze. A w 1918 roku z dnia na dzień potrzeby wojska zmalały do zera. Lotnictwo cywilne przechodziło nadal w fazę raczkowania i nie można na nim było zarobić porównywalnych pieniędzy. Koniec wojny szczególnie dotkliwie odczuło BMW, ponieważ silnik lotniczy BMW IIIa był jedynym produkowanym towarem do 1918 roku i nagle zapotrzebowanie na silniki lotnicze się skończyło. W latach 1914–1918 niemiecka gospodarka była gospodarką wojenną. Zaraz po tym jak wojna się skończyła, aby umożliwić, tak szybko jak to możliwe, przestawienie się przedsiębiorstw na produkcję cywilną, powstało centralne biuro demobilizacji, a wkrótce jego oddziały na terenie całych Niemiec. Komisarz ds. demobilizacji odpowiadający za teren Bawarii, rozkazał zamknięcie fabryki BMW w Monachium z efektem 6 grudnia 1918 roku. Pracownicy świeżo upieczonego przedsiębiorstwa stanęli przed zamkniętymi bramami i niepewną przyszłością. Powodem zamknięcia, podanym przez urzędnika, były ogólne cięcia przydziału surowców takich jak węgiel i metale. Niewielkie zapasy węgla w fabryce oddano zamarzającej ludności, a takie materiały jak metal, przydzielono przemysłowi spożywczemu. Jako zakład zbrojeniowy, BMW zostało odesłane z kwitkiem.

### Pierwszy kryzys BMW AG – żniwo I wojny światowej
Główny zarząd BMW bynajmniej nie był zniechęcony, wydanym przez państwo dekretem o przymusowym zamknięciu. Kiedy 1 stycznia 1919 roku przyznano pozwolenie na ponowne otwarcie bram, przewodniczący zarządu Franz Josef Popp popędzał wydział projektowy w dzień i w nocy, żeby opracować nowe produkty, gotowe do sprzedaży na rynku w okresie pokoju. Projektowano silniki dla łodzi, samochodów, ciężarówek i motocykli. W ten sposób właśnie, BMW usiłowało zachować swoją tożsamość jako producenta silników. Ponadto w tym samym czasie, ze swojej odlewni aluminium zaopatrywało innych klientów przemysłowych. W 1919 roku przedsiębiorstwo było zmuszone całkowicie oddać budynek silników lotniczych, który początkowo funkcjonował na bardzo małą skalę. Alianci, na mocy traktatu wersalskiego, zabronili Niemcom budowy samolotów i silników lotniczych, a w dodatku zażądali żeby całe mienie spółek lotniczych, produkujących do tamtego czasu, było oddane albo zniszczone. Prawdą jest, że nowe produkty BMW do użytku cywilnego były technicznie zaawansowane, ale nie mogły zapewnić długoterminowego bezpieczeństwa finansowego na wysoce konkurencyjnym rynku. Tak więc główny zarząd zaczął szukać alternatyw. 18 czerwca 1919 roku udało im się zawrzeć umowę licencyjną, na produkcję zespołów montażowych hamulców z przedsiębiorstwem Knorr-Bremse AG z bazą w Berlinie. Kontrakt miał wygasnąć po dziesięciu latach, zapewniając do 1930 roku zyski i zatrudnienie. W tym czasie przedsiębiorstwo Knorr-Bremse produkowało najbardziej zaawansowane technologicznie hamulce pneumatyczne dla pociągów, czerpiąc zyski z długoterminowych kontraktów, których nie mogła zrealizować w swoich fabrykach. Wskutek tego spółka z Berlina szukała zakładu, który produkowałby dla nich na licencji i znalazła takowy w Monachium. Czymś, co potwierdziło atrakcyjność BMW przy zawieraniu umowy, było obwieszczenie rządu Bawarii o tym, że bawarskie pociągi będą wyposażone w hamulce Knorra, które byłyby wyprodukowane w Bawarii.

#### BMW traci niezależność
Od 1919 roku produkcja hamulców pneumatycznych coraz bardziej przyćmiewała produkcję silników. „Złoty” interes absorbował większość załogi BMW, która znowu stawała się coraz liczniejsza. Przekierowanie głównej produkcji BMW miało swój oddźwięk w strukturze posiadania. Wkrótce po tym jak wojna się skończyła, wielu akcjonariuszy odsprzedało udziały w spółce. Tylko większościowy udziałowiec Camillo Castiglioni wciąż wierzył w przyszłość BMW i wykupił wszystkie udziały przedsiębiorstwa dla siebie. Castiglioni jednak nie był przedsiębiorcą myślącym w perspektywach długoterminowych dochodów. Produkcja hamulców kolejowych dawała szansę na zbudowanie solidnego biznesu z pewnymi zyskami, aczkolwiek zbyt małymi dla Castiglioniego. Tak więc Castiglioni przyjął ofertę od prezesa Knorr-Bremse AG, Johannesa Vielmettera, i sprzedał wszystkie swoje udziały w sierpniu 1920 roku. To oznaczało, że BMW było teraz całkowitą własnością Knorr-Bremse z siedzibą w Berlinie. Nowy właściciel wprowadził tylko nieznaczne poprawki w strukturze BMW, jako że nie chciał zmieniać ani zarządu, ani procesu produkcyjnego. Jednakże ta pozorna wolność fabryki w Monachium, która nadal nosiła nazwę BMW, łagodnie przechodziła w groźną utratę niezależności. Dopiero trzy lata po przejęciu po raz pierwszy użyto nazwy BMW. Samo przedsiębiorstwo wyglądało na zdegradowane do roli jednego z wielu zakładów produkcyjnych Knorr-Bremse. Powątpiewano czy przedsiębiorstwo wyrwie się kiedykolwiek z jej uścisku.

#### Powrót Camillo Castiglioniego
Pod egidą Knorr-Bremse, BMW rozwijało się całkiem dobrze. Między 1918 a 1921 rokiem załoga zwiększyła się z 800 do 1800 pracowników. W dodatku przedsiębiorstwo posiadało szkołę zakładową ze swoim własnym programem szkoleniowym (BMW do dzisiaj posiada własne szkoły, w których kształci wykwalifikowanych pracowników). W ten sposób już w 1921 roku BMW było w stanie zaoferować solidne przeszkolenie techniczne 200 młodym ludziom. Jednakże ceną za tę komfortową sytuację była zależność od Knorr-Bremse i porzucenie głównego zajęcia, jakim było budowanie silników lotniczych. Nieoczekiwanie w 1922 roku pojawiła się szansa dla BMW. Camillo Castiglioni, były udziałowiec, złożył Knorr-Bremse kuszącą propozycję. Oferta polegała na odkupieniu przez niego BMW – lecz nie w całości, a jedynie mało znaczącego wydziału silników i odlewni aluminium razem z prawem do marki i logo BMW. Castiglioni zadeklarował, że zamierza na własną rękę założyć fabrykę produkującą silniki i prosi o rysunki, patenty i maszyny potrzebne przy produkcji silników. Zażyczył sobie także, aby kilka kluczowych postaci, takich jak główny konstruktor Max Friz i prezes zarządu Franz Josef Popp przeszły do niego. Jego niezwykle hojna oferta 75 milionów marek niemieckich została chętnie przyjęta przez Knorr-Bremse. Dzięki podpisaniu kontraktu 20 maja 1922 roku przedsiębiorstwo budujące silniki było znów w rękach Castiglioniego.

#### BMW AG przetrwało
W maju 1922 roku sprzedany został tylko wydział silników BMW i prawa do nazwy BMW, a nie całe przedsiębiorstwo z jego zakładami. Przedsiębiorstwo BMW funkcjonowało dalej pod kierownictwem Knorr-Bremse AG, lecz nie wolno mu było używać firmy BMW, dlatego zmieniono ją na Südbremse AG (z niem. Południowe Hamulce SA). W nowej siedzibie głównej Castiglioni miał oko na przedsiębiorstwo leżące w bezpośrednim sąsiedztwie producenta samolotów Bayerische Flugzeugwerke (BFW). Przedsiębiorstwo to było częścią imperium przemysłowego Castiglioniego od końca 1921 roku. BMW przeprowadziło się do tych samych budynków, gdzie Gustav Otto prowadził poprzednio Otto Flugmaschinenfabrik, dokładnie w tym samym miejscu przy ulicy Lerchenauer Str. 76. Zmieniono nazwę BFW na BMW i z ok. 200-osobową załogą zaczęto małoseryjną produkcję w drewnianych szopach. Początkowo z linii produkcyjnej zjeżdżały motocykle konstrukcji BFW, silniki zamienne i części zamienne do silników lotniczych. Na początku interes nie był opłacalny. Rynek na silniki zamienne w 1921 roku był nadal tak samo agresywny jak w 1919 roku, gdy BMW skłoniło się w kierunku produkcji hamulców. W świetle tych wydarzeń, kupno BMW przez wprawnego i doświadczonego finansistę jak Castiglioni wydawało się niepojęte. Głównym celem finansisty nie było jednak wznowienie produkcji, ale możliwość zawarcia innej umowy. Czechosłowacja szukała w tym czasie odpowiednich silników, żeby wyposażyć swoje siły powietrzne i wśród wielu producentów rozważała także produkty BMW. Castiglioni słyszał o zamiarach w sferze zbrojeniowej Czechosłowacji i prawdopodobnie sam ich do tego zachęcał, jako że okoliczności sprawiły, że był w stanie zaoferować silniki lotnicze Czechosłowakom. W rzeczywistości, krótko po przejęciu BMW, Castiglioni zawarł umowę z Pragą, mówiącą o produkcji na licencji silników BMW IIIa i BMW IV. Znaczne zyski z tego kontraktu, które utrzymywały się do wczesnych lat 30., lądowały wyłącznie w kieszeni Castiglioniego. BMW nic na tym nie zyskało.

#### 1923 rokiem decyzji
W 1922 roku BMW ponownie stało się niezależne, zawdzięczając tę pozycję swojemu nowemu większościowemu udziałowcowi, Castiglioniemu. Jednakże Castiglioni był zainteresowany tylko zrobieniem „szybkich pieniędzy”, co w rzeczywistości mu się powiodło, bo zawarł umowę licencyjną z Czechosłowacją oraz kilka innych umów. Długoterminowa przyszłość BMW była zabezpieczona wysiłkiem jej pracowników i kierownictwa zarządu. W szczególności działania dyrektora generalnego Franza Josefa Poppa i głównego konstruktora Maxa Friza przyczyniły się do trwałej obecności przedsiębiorstwa BMW w światowej czołówce producentów silników lotniczych i motocykli. Gdy Niemcy przeżywali czasy hiperinflacji i liczne próby zamachu stanu, monachijskie przedsiębiorstwo pomyślnie wystartowało na nowo, bo w 1923 roku ponownie ruszyła produkcja silników lotniczych. Decydującym czynnikiem było zainteresowanie, silnikami lotniczymi BMW, okazane przez Związek Radziecki i wiarygodność podołania dużym zamówieniom. W kolejnych latach Związek Radziecki stał się najważniejszym klientem dla BMW. W dodatku 29 września 1923 roku, przedsiębiorstwo wprowadziło na rynek pierwszy własny motocykl – R 32. BMW R 32 było pierwszym z serii produktów, które odniosły sukces, przynosząc zyski na przestrzeni kolejnych lat, a nawet dekad. W 1923 roku przyszłość mieniła się jasnymi barwami dla BMW.

### Legendarny R 32

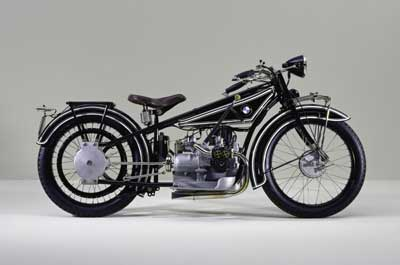
Motocykl BMW R32

Na targach motoryzacyjnych w Berlinie na przełomie września i października 1923 roku po raz pierwszy BMW zaprezentowało model R 32 publiczności. Pierwszy motocykl BMW natychmiast przekonał ekspertów i od razu stał się pożądanym produktem wśród klientów. Komentarz w magazynie „Der Motorwagen” pisał: „W końcu w punkcie kulminacyjnym wystawy, nowy motocykl BMW (494 cm³) z cylindrami ustawionymi poprzecznie do kierunku jazdy. Pomimo swojej młodzieńczości jest nadzwyczaj szybkim i udanym motocyklem”.
Max Friz i jego asystent Martin Stolle opracowali pierwszy motocykl BMW, model R 32, i położyli tym samym kamień węgielny pod budowę nowej linii produkcyjnej: motocykli. Na szkic R 32 Friz potrzebował tylko pięciu tygodni. Do dzisiaj zachowały się podstawowe cechy konstrukcyjne tych motocykli: silnik typu bokser, umieszczony podłużnie do kierunku jazdy w podwójnej ramie rurowej, napędzający tylne koło poprzez wał kardana.

### Silniki lotnicze dla ZSRR
Interesy z państwem bolszewików w sferze silników lotniczych zapewniły sukces BMW w latach 20. XX w. W międzyczasie konkurencja, a w szczególności Junkers, byli zakłopotani sytuacją, w której BMW wypłacało stosunkowo wysokie dywidendy. Przypuszczali, że przedsiębiorstwo stało się ofiarą spekulacji na giełdzie papierów wartościowych i wkrótce będzie musiało zmierzyć się z bankructwem. Inni domniemali, że monachijskie przedsiębiorstwo otrzymywało miliony marek w postaci rządowych subsydiów. Ale wszystkie te podejrzenia mijały się z rzeczywistością. W początkowej fazie BMW ledwo wyrabiało z zaopatrzeniem największego klienta we wschodniej Europie: sił powietrznych Armii Czerwonej. Jednakże nie tylko BMW czerpało korzyści z tych kontraktów. Sam udziałowiec Castiglioni także dobrze na tym zarabiał. Interesy z ZSRR były prowadzone dzięki jego fałszywym spółkom. Przypuszczalnym honorarium maklerskim było 10% od zysków z każdego silnika lotniczego dostarczonego do Rosji, które lądowało w kieszeni Castiglioniego. W 1926 roku finansista z Wiednia, wskutek zadłużenia, musiał przekazać część udziałów w BMW bankowi Deutsche Bank, mimo tego pozostał głównym udziałowcem w tej spółce. „Prowizje” płacone przedsiębiorstwom Castiglioniego wpływały niezakłócenie do 1928 roku, kiedy to informator zawiadomił Deutsche Bank o niezwykłej księgowości finansisty. Bank sprawdził jego konta wstecz, interesy z ZSRR się skończyły, a Castiglioni, aby uniknąć sprawy sądowej, wpłacił pokaźną sumę miliona marek na konto BMW. Skutkiem tych burzliwych wydarzeń było stracenie pozycji członka w radzie nadzorczej spółki BMW. Kiedy znów popadł w trudności finansowe, Deutsche Bank odkupił od niego pozostałe udziały w BMW. Era Castiglioniego skończyła się w 1929 roku. Od 1922 roku do tego czasu przedsiębiorstwo rozrastało się i kwitło z powodu jego obecności. Odniesiono sukces, startując z produkcją motocykli, przedsiębiorstwo wzięło udział w produkcji samochodów, nabywając fabrykę samochodów w Eisenach w 1928 roku, a dzięki sowieckim zamówieniom odżyła produkcja silników lotniczych, przynosząc znaczne zyski. Jednakże osiągnięć tych nie należy przypisywać jedynie Castiglioniemu, lecz przede wszystkim przewodniczącemu zarządu Franzowi Josefowi Poppowi. Nie trzeba dodawać, że „interes Castiglioniego” miał swój oddźwięk w radzieckim biznesie. Przedstawicielstwo handlowe ZSRR w Berlinie zdało sobie sprawę z wysokich prowizji, jakie płacili za towar, który powinien kosztować o 10% mniej. Postępowanie rozjemcze zdecydowało o zgodzie BMW na udzielenie darmowej licencji na silniki lotnicze BMW VI Rosjanom, którzy masowo montowali je w bombowcach Tupolew TB-1. W następstwie BMW próbowało desperacko pozyskać nowe kontrakty od Sowietów, jednak starania spełzły na niczym dlatego rok 1931 zaznaczył się w historii jako koniec korzystnych umów BMW z największym państwem słowiańskim.

### Samochody
Gdyby uwzględnić szkice i prototypy jako początek historii BMW w branży samochodowej, to zaczęłaby się ona już w 1918 roku. Historyczna korespondencja BMW wspomina użycie terminu „samochód” po raz pierwszy właśnie w 1918 roku, ale brakuje dalszych szczegółów. Wiadomo natomiast, że BMW produkowało silniki 4- i 2-cylindrowe przeznaczone dla szerokiej gamy pojazdów rolniczych lat 20. Spektrum maszyn napędzanych przez jednostki BMW zaczynało się od pojazdów jednośladowych, a kończyło na ogromnych, farmerskich traktorach. Natomiast w 1927 i 1928 roku dwójka specjalnie zatrudnionych konstruktorów, Max Friz i Gotthilf Dürrwächter, poprzednio zatrudnionych w Daimler-Motoren-Gesellschaft (pol. Towarzystwo Silnikowe Daimler) w Stuttgarcie, opracowała dwa prototypy samochodu BMW F 55. Była to tylko demonstracja, ponieważ samochód nie miał porządnej karoserii.

#### Start jako producent samochodów w Eisenach

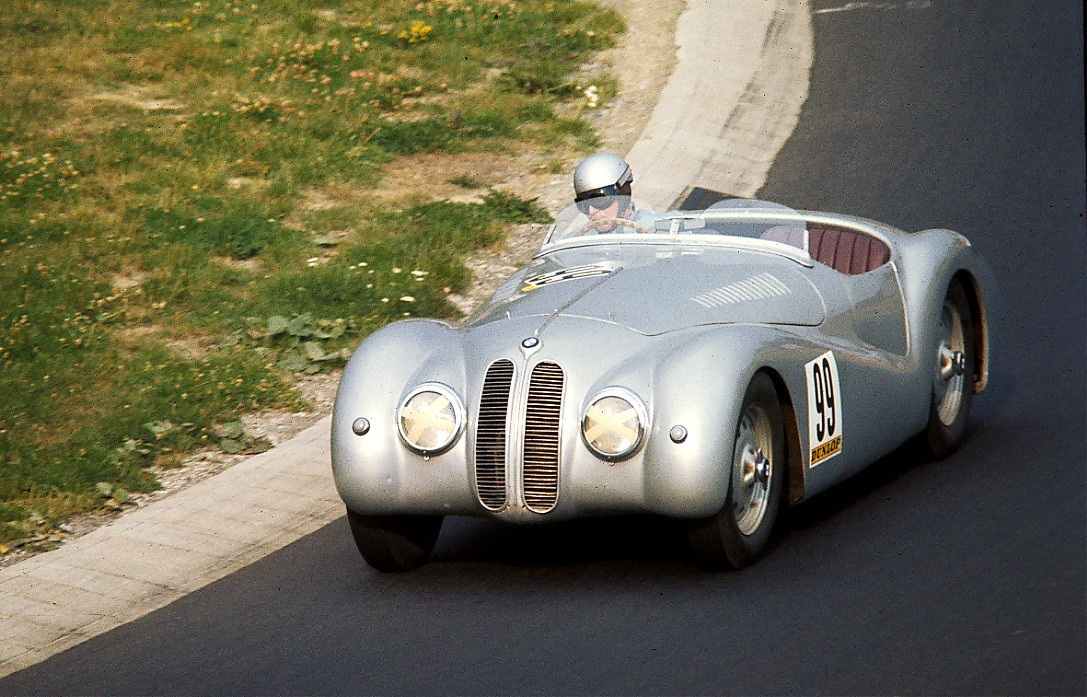
Samochód wyścigowy BMW 328 Mille Miglia z 1940 roku

1 października 1928 roku BMW przejęło Fahrzeugfabrik Eisenach A.G. (z niem. Fabryka Samochodów Eisenach), producenta małych samochodów Dixi i przez to BMW awansowało do rangi producenta samochodów. Na początku kontynuowano produkcję modelu Dixi 3/15 PS DA 1. 22 marca 1929 roku BMW wyprodukowało pierwszy seryjny samochód oznakowany swoim logo. Pojazd oferowany w wariantach z różną karoserią nazywał się BMW 3/15 PS DA 2. Model ten, tak jak i poprzedni, był budowany na licencji brytyjskiego Austina Seven. Pojazdy składano w Berlinie, z karoserią dostarczoną przez Ambi-Budd, która przypominała tę z Rosengart, również budowane na licencji Austin Seven. W 1932 roku wyprodukowano pierwsze „prawdziwe” BMW o nazwie BMW 3/20 PS AM1 („Automobilkonstruktion München Nr. 1”, „Konstrukcja Samochodowa Monachium Nr. 1”), tj. pierwszą własną konstrukcję samochodową marki BMW, która względem Dixi okazała się większa i technicznie nowocześniejsza (np. zawory sterowane od góry, hamulce na czterech kołach, niezależna oś przednia). Pierwsza kompletnie nowa konstrukcja pod egidą BMW została przedstawiona w 1933 roku jako BMW 303 z 1,2-litrowym, 6-cylindrowym silnikiem, który skonstruował Fritz Fiedler. W następstwie tego, że od 1933 roku rozszerzono budowę silników lotniczych, części samochodowe i motocyklowe zostały prawie zepchnięte na drugi plan. Nawet w Eisenach powstał nowy, duży zakład silników lotniczych. Mimo tego powiodło się nowo opracowanym 326 (1935), 327 (1937) i przedstawionemu w 1936 roku atrakcyjnemu modelowi sportowego roadstera 328. Szczególnie 328 przekonał nie tylko swoją konstrukcją, lecz także niezliczonymi sukcesami w zawodach samochodów sportowych, m.in. Mille Miglia w 1940 roku. Model ten ugruntował opinię, że BMW jest producentem samochodów sportowych, która pozostała w pamięci także po wojnie. Brytyjczykom tak bardzo podobał się ten pojazd, że budowali go na licencji jako Frazer-Nash, przy czym przedsiębiorstwo to już od 1934 roku wykorzystywało silniki importowane od BMW.

### Okres II wojny światowej

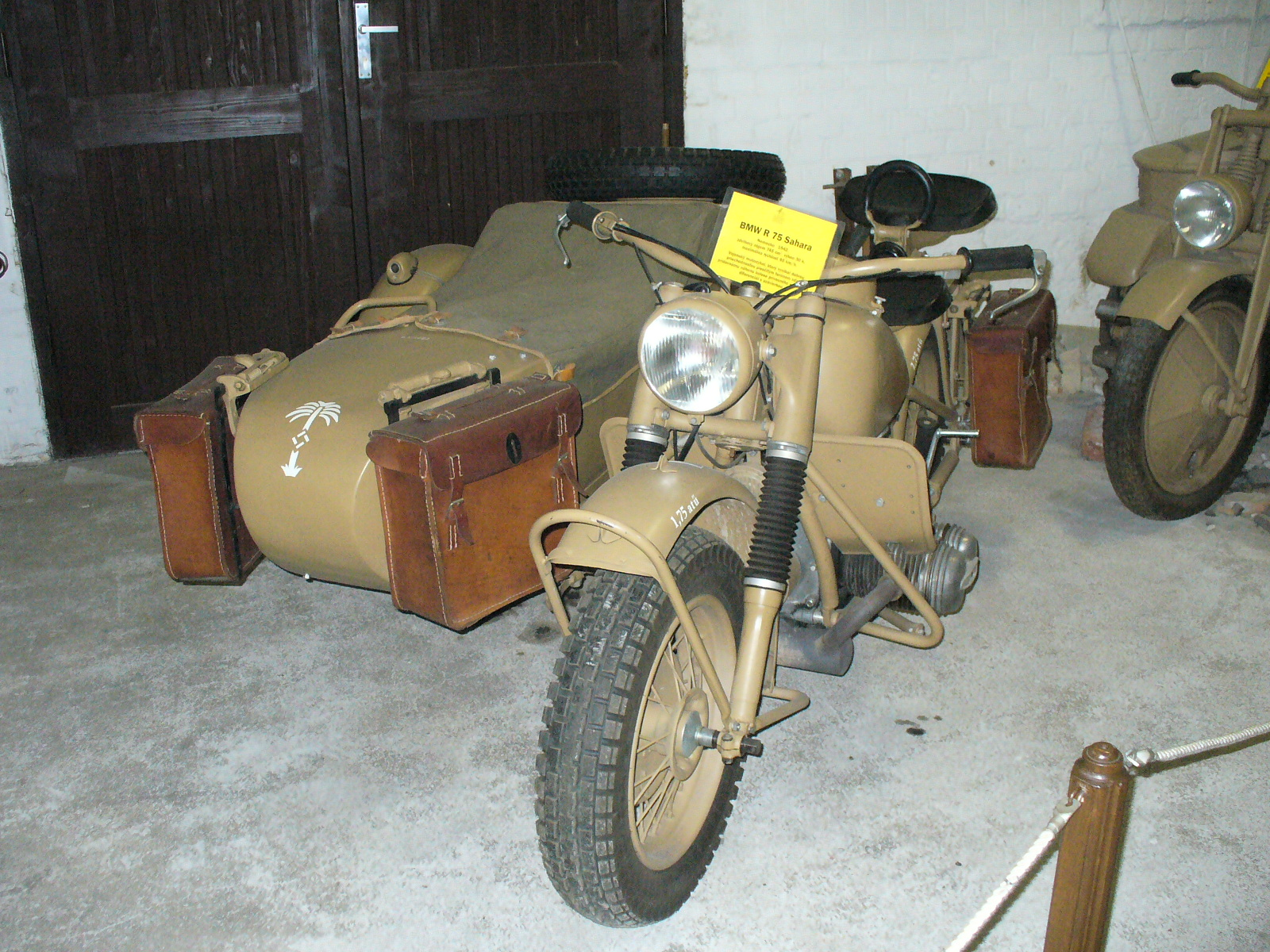
Motocykl BMW R 75

Niemiecka inwazja na Polskę i inne powiązane z tym działania wojenne w 1939 roku oznaczały, że rząd niemiecki zlecił przedsiębiorstwom wytwarzanie uzbrojenia. Franz Josef Popp patrzył ze sceptycyzmem, gdy produkcja przesuwała się coraz bardziej w stronę silników lotniczych. Popp wiedział, że skupiając się wyłącznie na czynnościach przygotowujących armię do wojny, przedsiębiorstwo uzależni się od pojedynczego źródła przychodów. Chociaż branża ta była korzystna finansowo, to jednak wiązało to się z mocnym uzależnieniem od decyzji podejmowanych przez reżim narodowosocjalistyczny. W czerwcu 1940 roku Franz Josef Popp napisał do prezesa rady nadzorczej Emila Georga von Staussa, wyjaśniając, że sytuacja mogłaby „zagrozić istnieniu BMW AG w przypadku, gdyby produkcja silników była z jakiegokolwiek powodu zahamowana”. Ważna strategicznie pozycja BMW przy uzbrajaniu sił powietrznych doprowadziła do wzrostu ilości wymagań i większej ingerencji ze strony agencji wojskowych i politycznych, które w wyniku tego ograniczyły możliwość niezależnych przedsięwzięć inwestycyjnych. Osłabiło to pozycję zarządu grupy BMW i ograniczyło wpływ Franza Josefa Poppa, który do tamtego czasu przewodził niezależnie i w sposób autokratyczny.

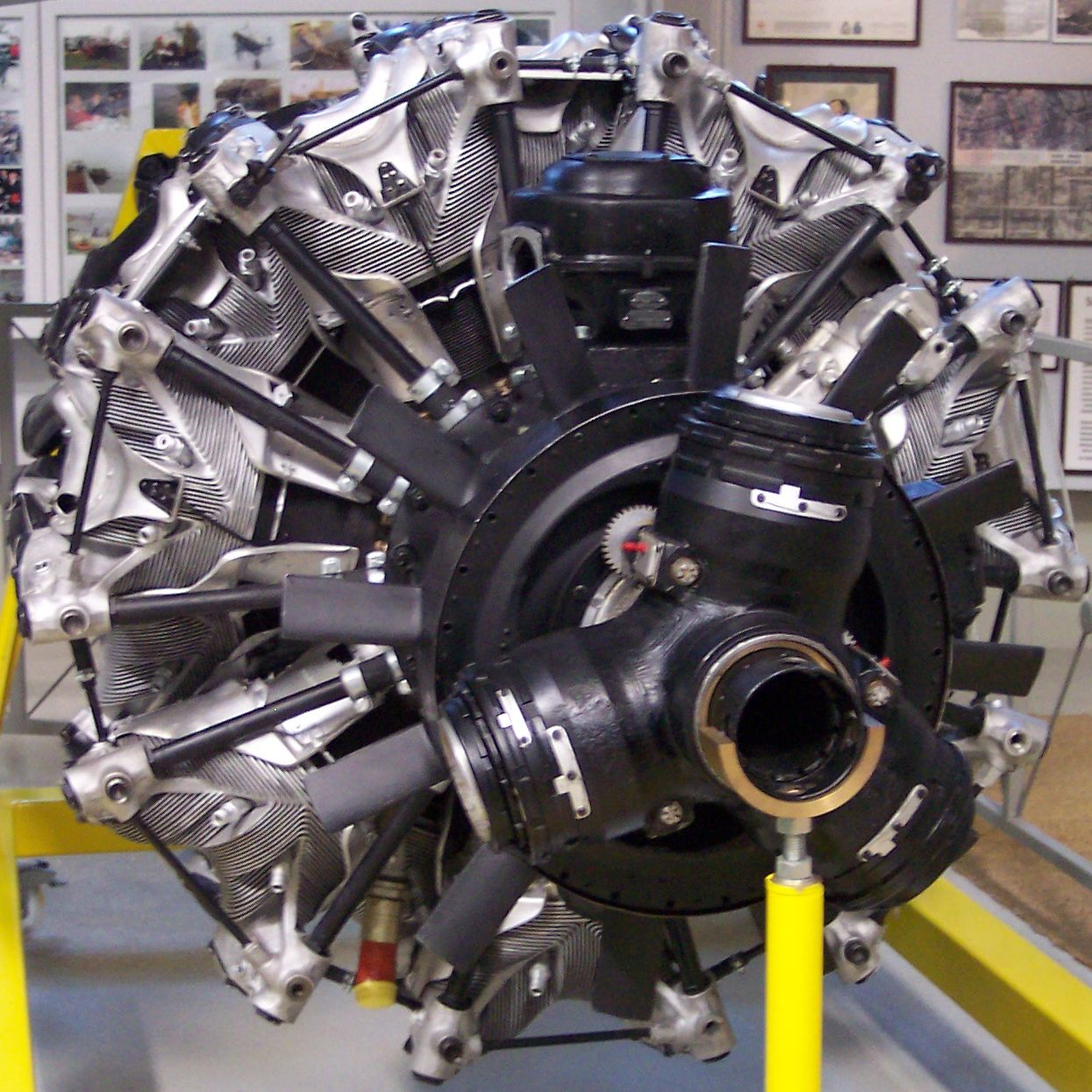
Podwójny silnik gwiazdowy BMW 801

Najpierw BMW musiało skoncentrować się na opracowaniu i produkcji silników lotniczych chłodzonych powietrzem. Prace te powierzono BMW Flugmotorenbau GmbH. Oprócz silników lotniczych BMW produkowało ciężkie motocykle z doczepianym „koszem” tzw. „Wehrmachtsgespanne”, od 1935 roku model R 12, a od 1941 roku R 75. Poza tym w latach 1938–1940 produkowano wojskowy samochód BMW 325. Model ten musiał być tworzony jako tzw. lekka jednostka pasażerska, na podstawie konstrukcji o daleko idącej identyczności ze Stoewerem i Hanomagiem, według wytycznych Wehrmachtu. Na początku 1942 roku rząd wymusił całkowite przeniesienie produkcji motocykli do Eisenach, tak aby główna fabryka w Monachium mogła zająć się wyłącznie silnikami.
BMW produkowało szeroką gamę silników dla Luftwaffe, z których najważniejszym był podwójny silnik gwiazdowy BMW 801, osiągający moc do 1467 kW (2000 KM). Montowano go między innymi w Focke-Wulf Fw 190. Do 1945 roku wyprodukowano ponad 30.000 różnych silników lotniczych. Przedsiębiorstwo badało też silniki odrzutowe BMW 003 i bronie rakietowe.

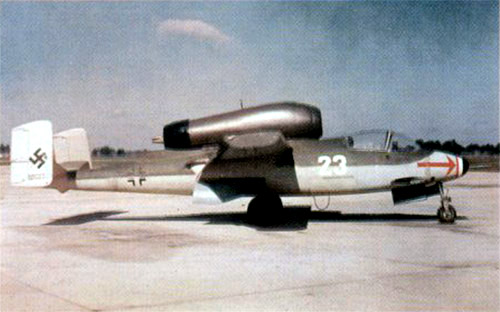
Samolot odrzutowy Heinkel He 162 napędzany silnikiem BMW 003

1 października 1940 roku organ wykonawczy reżimu ogłosił swoje statuty, według których wszystkie filie musiały przekazać w pełni swoje zyski odpowiadającej spółce-matce, czyli w tym przypadku BMW AG. Rozwój w sektorze silników lotniczych i inne przedsięwzięcia wymagały istotnych zastrzyków kapitału. Większość z tych funduszy przekazano bezpośrednio Flugmotorenbau GmbH. Do 1944 roku całkowity kapitał BMW AG wzrósł stopniowo do 100 milionów marek niemieckich. Ponadto w okresie od grudnia 1940 do lutego 1944 roku przedsiębiorstwo uległo restrukturyzacji, polegającej na tworzeniu szczegółowej księgowości na poziomie spółek podległych, jak i głównej spółki.
Od połowy 1941 roku zatrudniano pracowników przymusowych z okupowanych przez Niemcy krajów aby zaspokoić braki siły roboczej i podtrzymać produkcję. Do 1944 roku pracowali wszędzie, ogólnie stanowiąc 40 do 50% załogi BMW, która w tym czasie wynosiła 50 000 osób. Posiadali status albo więźnia albo pracownika przymusowego. Dla przykładu do wykonywania silników lotniczych wykorzystywano prawie wyłącznie robotników przymusowych, którzy byli zakwaterowani w podobozie Allach (znane także jako Osiedle Ludwigsfeld) obozu koncentracyjnego Dachau. Po 75 latach, w 2016 roku BMW przeprosiło za wykorzystywanie przymusowych pracowników III Rzeszy.
Na koniec wojny zakłady BMW AG zostały skonfiskowane przez wojska alianckie. Oczywiście zaprzestano produkcji uzbrojenia.

### Drugi kryzys BMW AG – żniwo II wojny światowej
W 1945 roku główny zakład w Monachium był prawie całkowicie zniszczony, a zakład w Eisenach przejęty przez Związek Radziecki. Ponieważ zakład w Eisenach był w posiadaniu wszystkich niezbędnych narzędzi produkcyjnych, mógł zaraz po wojnie oferować modele typów przedwojennych. Odbywało się to również pod nazwą BMW. Ponieważ BMW w Monachium nie zaakceptowała tego, że pod ich nazwą były oferowane samochody, na których produkcję nie mieli wpływu, prawnie zakazano w 1951 roku zakładowi w Eisenach prowadzenia działalności pod nazwą BMW. Fabryka w Eisenach zaczęła więc oferować produkty pod nazwą „EMW”. W 1952 roku oświadczono, że zakład w Eisenach zmienił status na Volkseigener Betrieb (VEB) (przedsiębiorstwo państwowe). Od 1955 roku produkowano tam Wartburgi.

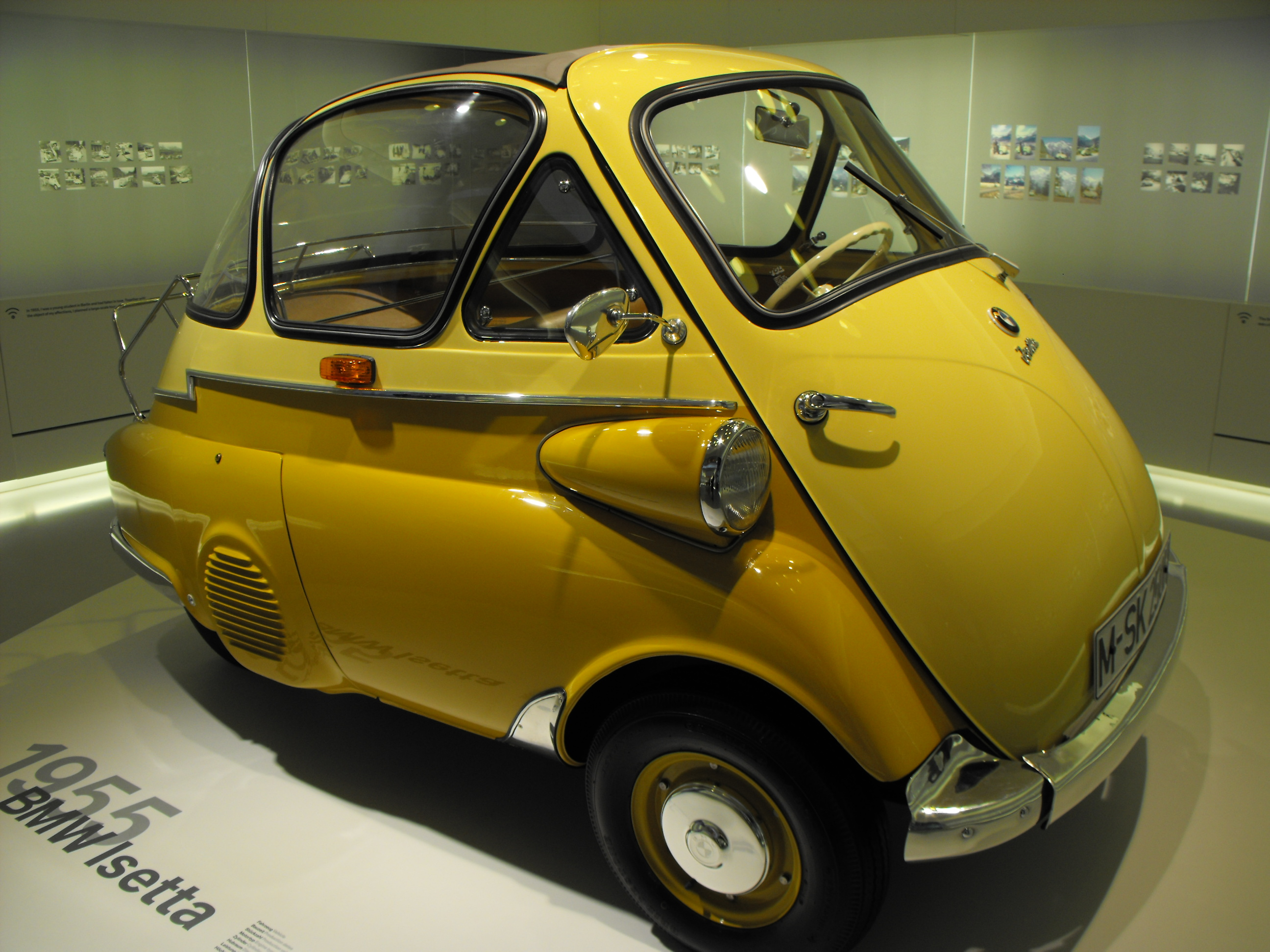
Samochód małolitrażowy BMW Isetta

W Monachium do tego czasu nie produkowano samochodów, dodatkowo główny zakład był zbombardowany i dotknięty przez demontaż, zarządzony przez Stany Zjednoczone. Na początku utrzymaniem BMW była naprawa samochodów armii USA, stacjonujących w obozie Allach, produkcja części zamiennych i narzędzi rolniczych, a później motocykli. Jednakże już w 1951 roku można było przedstawić pierwszy powojenny samochód. BMW 501, ekskluzywny luksusowy model, wyposażony najpierw w 6-cylindrowy silnik, a w 1954 roku BMW 502 z pierwszym seryjnym 8-cylindrowym silnikiem V8 zbudowanym całkowicie z aluminium, z powodu jego okrągłych kształtów karoserii otrzymał wkrótce etykietkę „Barockengel” (Anioł Baroku). Produkcja tego pojazdu była tak kosztowna, że każdy sprzedany egzemplarz przysparzał BMW ok. 4000 marek niemieckich strat. Kolejny problem ujawnił się od połowy lat 50., był nim zmniejszający się zbyt na motocykle. Również wzięty do produkcji w 1955 roku mały samochód Isetta – na licencji włoskiego koncernu ISO – mimo dobrej sprzedaży ponad 160.000 sztuk, nie był w stanie odwrócić szybko zaostrzającego się kryzysu finansowego. Przedsiębiorstwo budowało z jednej strony 501, a z drugiej Isettę – auta dla „dyrektorów banku i wyrobników”, pisał „Der Spiegel” w 1959 roku.

### Trzeci kryzys BMW AG – krok od przejęcia
Po tym, jak lata finansowe 1958 i 1959 zostały zamknięte z dużymi stratami, doszło do dramatycznego generalnego zebrania 9 grudnia 1959 roku. Zarząd i rada nadzorcza przedsiębiorstwa, obydwa z Deutsche Bank, zaproponowały sprzedanie BMW spółce Daimler-Benz AG – gdzie głównym akcjonariuszem był również Deutsche Bank – w wyniku czego drobni akcjonariusze mieli być wywłaszczeni. Los BMW zdawał się być przypieczętowany, ponieważ Deutsche Bank, dzięki swojej prokurze w spółce – wynikłej z zaciągniętych kredytów – reprezentował około połowy kapitału spółki. Ale wydarzenia potoczyły się inaczej: Front sprzeciwu, stworzony z załogi i rady zakładowej, sprzedawców BMW i drobnych akcjonariuszy, obronił propozycję przejęcia, ponieważ akcjonariusze z Darmstadt, handlarz węgla Erich Nold, tak jak i prawnik z Frankfurtu dr Friedrich Mathern, zakwestionowali umowę. Wystarczyło jedyne 10% głosów. Bilans był w rzeczywistości mylny, ponieważ z budżetu odpisano koszty na rozwój nowego modelu 700, bo wartość papierów wartościowych zmalała. W ten sposób przejęcie zostało udaremnione.

### Początek powrotu i przejęcie Glas
BMW pozostało niezależne, ale nadal brakowało tak bardzo potrzebnego modelu klasy średniej, na którego opracowanie, po cięciach budżetu, nie było pieniędzy. I tutaj przemysłowiec z Bad Homburga, Herbert Quandt, jeden z członków rodziny Quandt, wystąpił z planem zwiększenia kapitału spółki, której nowe akcje przejąłby on sam. I tak się właśnie stało, udział kapitału Grupy Quandt wzrósł do ok. 60%, tym samym banki straciły wpływ na BMW. Dzięki temu i przez sprzedaż Zakładu Układów Napędowych w Allach BMW dysponowało wystarczającymi środkami finansowymi na opracowanie nowych modeli klasy średniej. Nowy model powinien z założenia przypominać w charakterze limuzynę z silnikiem o wysokich osiągach, ponieważ w latach 60. wytworzyła się luka spowodowana bankructwem przedsiębiorstwa Borgward, która z modelem Isabella przygotowywała samochody, które sprawdzały się w tej kategorii.
W 1962 roku, z początkowymi trudnościami, zostało przedstawione auto „Neuen Klasse” (Nowej Klasy) BMW 1500, które z wersjami BMW 1800 i BMW 2000 osiągnęły duży sukces, który został spotęgowany przez zwycięstwa w wyścigach modyfikowanych samochodów seryjnych. Powrót BMW na dobre przyszedł z przedstawionym w 1966 roku modelem „Null-Zwei” (Zero-Dwa): 1602, 1802, 2002/2002tii.
W połowie lat 60. zakłady w Monachium stanęły na granicy swoich możliwości produkcyjnych, jeżeli chodzi o liczbę egzemplarzy. Tak więc w 1967 roku od podupadającej spółki Hans Glas GmbH zostały przejęte budynki w Landshut i Dingolfing. Obydwie placówki zmodernizowano. Zakład w Landshut na początku zajmował się dostarczaniem części z tworzywa sztucznego, później otwarto tam odlewnię aluminium, a zakład w Dingolfing był w następnych dziesięcioleciach największą fabryką BMW. Kilka modeli z planu produkcyjnego Glas było przygotowywanych jeszcze jakiś czas po przejęciu dawnej spółki. Markowano je jako BMW-Glas z logo BMW. Z końcem produkcji tych modeli nazwa Glas zniknęła.

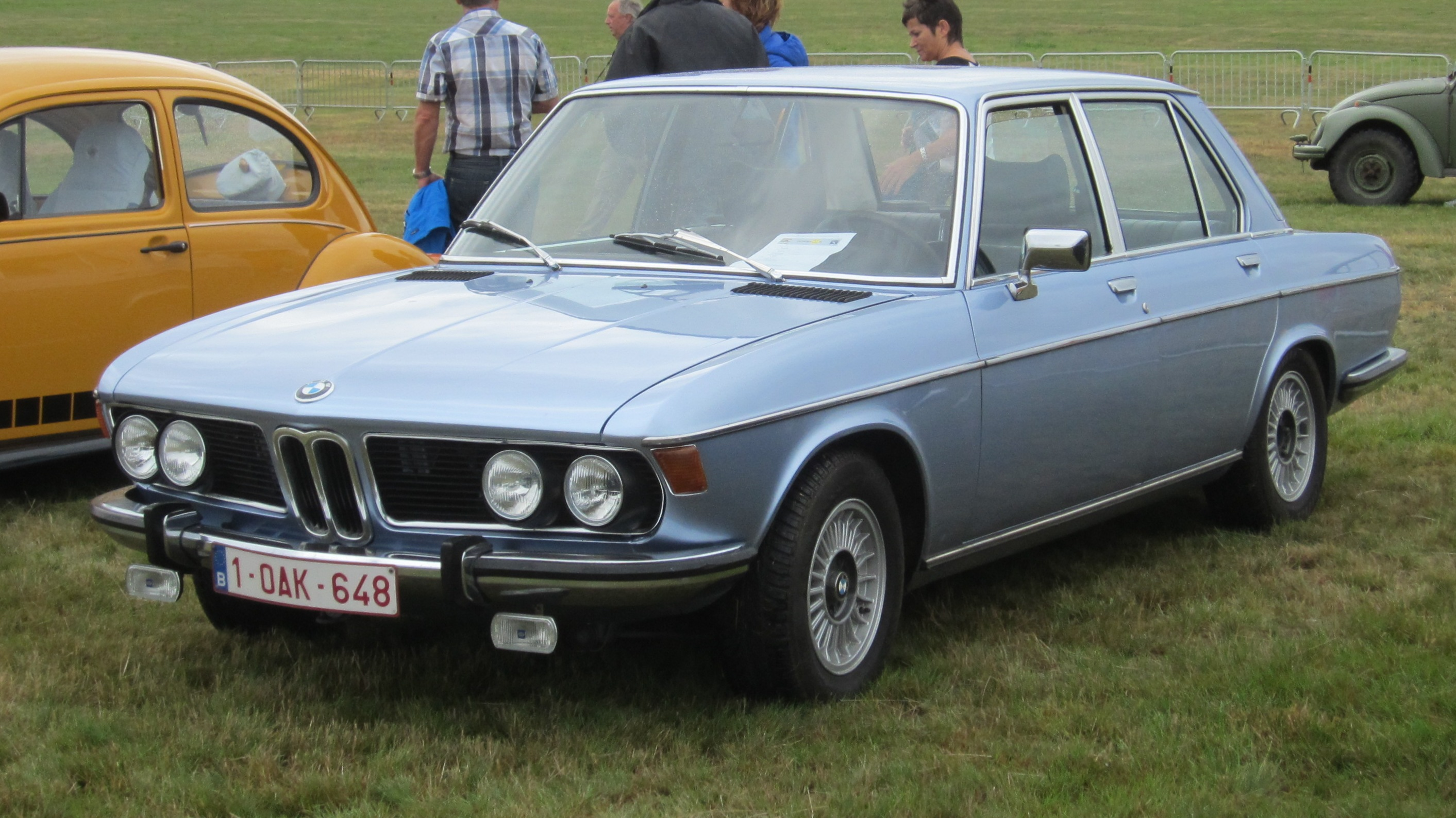
BMW E3

Przedstawione w 1968 roku BMW E3 „2500”, później również „2800” i „3.0 SI” zachwycały środowisko znawców swoją cichobieżnością i dobrym prowadzeniem.

### Era Kuenheima
W latach 1970–1993 przewodniczącym zarządu był Eberhard von Kuenheim. Pod jego egidą obrót z wielu nowych serii samochodów wzrósł 18-krotnie do ok. 28 mld niemieckich marek, produkcja samochodów osobowych wzrosła czterokrotnie, a motocykli trzykrotnie. Liczba współpracowników wzrosła w tym samym czasie z ok. 23 tys. do 71 tys. Nowe miejsca produkcyjne powstały w Niemczech (Ratyzbona, Spandau), Austrii, RPA i USA. Przedsiębiorstwo zawdzięcza mu wzrost rangi z przedsiębiorstwa o znaczeniu europejskim do przedsiębiorstwa o znaczeniu światowym.
W 1973 roku przeprowadzono się do tzw. „Vierzylinder” (Czterocylindrowiec) – nowego budynku głównego zarządu w okolicy Münchener Olympiapark (Monachijskiego Parku Olimpijskiego). Budynek naszkicował wiedeński architekt Karl Schwanzer. We wczesnych latach 90. otwarto tam „Forschungs- und Ingenieurzentrum” (FIZ) (Centrum Badawczo-Inżynieryjne), „Fabrykę Pomysłów” BMW z ponad 6 tys. miejsc pracy. Centrum do dziś zajmuje się: stylizacją, konstrukcją, budową prototypów oraz testami.

### Rolls-Royce
We wczesnych latach 90. XX wieku BMW i Rolls-Royce Motor Cars zawiązały spółkę, która przewidywała montowanie silników BMW w samochodach Rolls-Royce Silver Seraph i Bentley Arnage.
W 1998 roku BMW i Volkswagen AG zainteresowały się kupnem Rolls-Royce Motor Cars od Vickers plc. Volkswagen przelicytował BMW i kupił przedsiębiorstwo Rolls-Royce’a i Bentleya za 430 milionów funtów brytyjskich, lecz było to pyrrusowe zwycięstwo, bo BMW sprytnie zwyciężył rywala. Chociaż Volkswagen kupił prawa do figurki „Spirit of Ecstasy” na masce i kształtu kraty przedniego wlotu powietrza, brakowało mu praw do nazwy Rolls-Royce. Producent silników lotniczych Rolls-Royce plc zachował prawa do znaku towarowego „Rolls-Royce” i chciał wzmocnić istniejącą współpracę z BMW. Współpraca rozszerzyła się więc poprzez utworzenie spółki partnerskiej BMW Rolls-Royce Aero Engines GmbH. Dzięki niej w 1998 roku BMW, za cenę 40 milionów funtów brytyjskich kupiło prawa do używania nazwy „Rolls-Royce” i logo „RR” na samochodach.
W oddzielnej umowie BMW zgodziło się na użycie przez Volkswagena nazwy „Rolls-Royce” i logo „RR” na samochodach do 2003 roku pod warunkiem, że BMW dostanie prawa do kształtu kraty wlotu powietrza i figurki w 2003 roku.
BMW dostarczało silniki do obecnego Seraph/Arnage według kontraktu z klauzulą, która dawała prawo BMW do zerwania kontraktu w dniu, w którym inny właściciel (wtedy Vickers plc) przejmie przedsiębiorstwo.
Do 2003 roku pozwolono Volkswagenowi na produkcję Rolls-Royce’ów ze wszystkimi trzema znakami towarowymi, która miała miejsce w jego fabryce w Crewe. Przełykając gorycz porażki ws. RR przedsiębiorstwo Volkswagen Group skoncentrowało się na produkcji samochodów marki Bentley. Od 2003 roku BMW dysponuje prawami do wszystkich czterech znaków towarowych brytyjskiej sławy motoryzacji.
W międzyczasie należało wybudować nową fabrykę (ta z Crewe stała się własnością Volkswagen AG) i opracować nowy model samochodu. Tak więc nowo powstały zakład w Goodwood produkował nowego Rolls-Royce Phantoma, ujawnionego 2 stycznia 2003 roku, a zaprezentowanego oficjalnie podczas Detroit Auto Show (Targi Motoryzacyjne Detroit) 5 stycznia 2003 roku.

### BMW obecnie

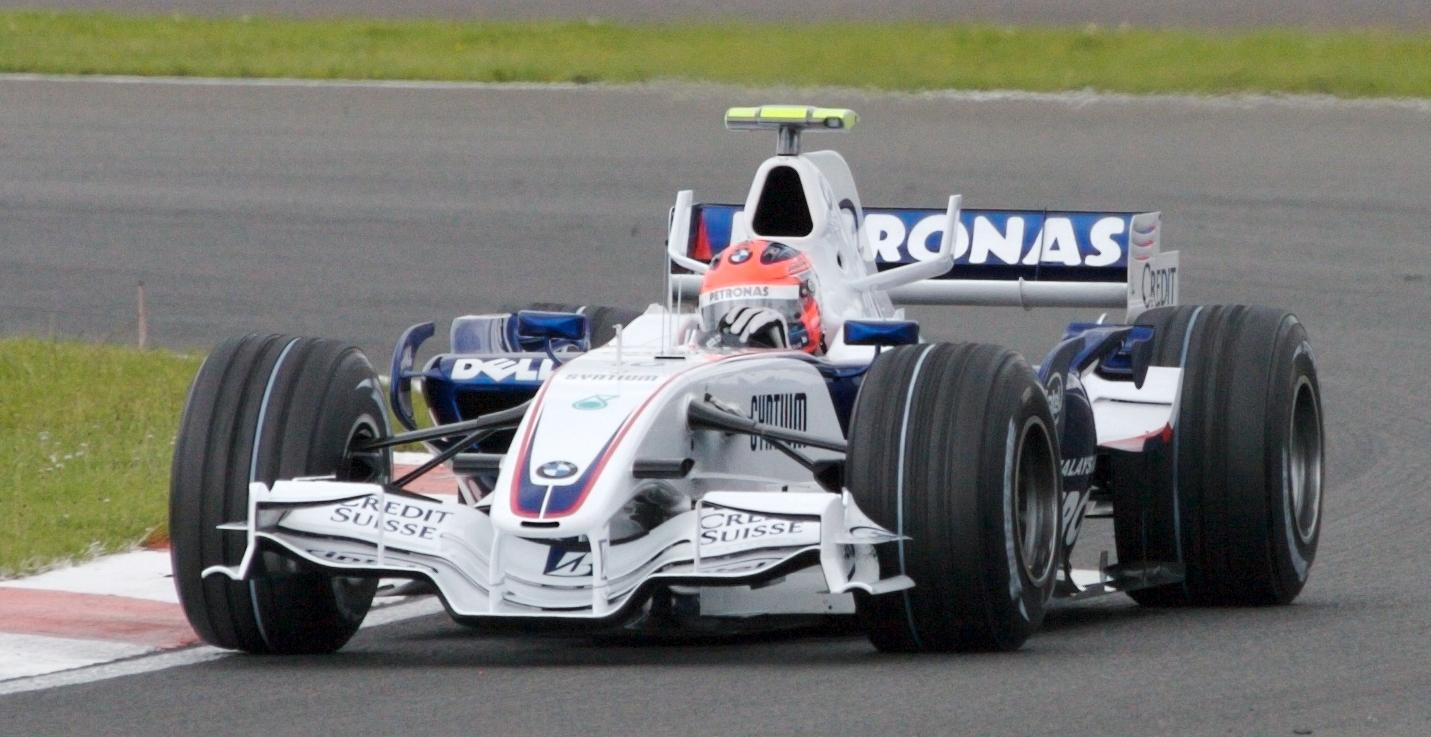
Robert Kubica w F1.07 podczas GP Wielkiej Brytanii

W 1994 roku British Aerospace sprzedało Rover Group koncernowi BMW (włączając w to marki Rover, Land Rover, Riley, Mini, Triumph oraz Austin-Healey), które zaczęło postrzegać samochody angielskiego producenta jako potencjalnego poważnego rywala. Przejęcie przez przedsiębiorstwo z Bawarii zaowocowało pracami nad modelem 75, które zostały szczęśliwie zakończone zanim w 2000 roku nastąpił budzący niesmak rozwód obydwu przedsiębiorstw. W 2004 założono joint venture w celu produkcji i sprzedaży z Brilliance China Automotive Holding w Chinach. W 2005 roku koncern BMW kupił wyścigowy team Sauber, który do 2009 roku występował w wyścigach F1 jako BMW Sauber. W teamie do 2009 roku startował polski kierowca wyścigowy Robert Kubica, który w sezonie 2010 przeniósł się do teamu Renault F1. Był to pierwszy w historii polski kierowca Formuły 1. W 2007 roku BMW Motorrad przejęło Husqvarna Motorcycles. Od tego samego roku niemiecki koncern współpracuje z chińskim koncernem produkującym samochody osobowe pod marką Brilliance. W 2010 roku BMW wycofało zespół fabryczny z serii WTCC, a rok później wznowiło starty w serii DTM.

### Rowery
BMW produkuje rowery od prawie 60 lat. Pierwszy patent na lekką ramę rowerową (patent nr 800064) otrzymało w 1950 roku. W 1996 roku wyprodukowano rower o wdzięcznej nazwie TopTech. Był to pierwszy rower górski wyposażony w pełne składane zawieszenie. Rok 1999 to początek serii Q-Bike, która została wyposażona w opatentowaną ramę i mechanizm składania. W 2003 roku powstał rowerek dziecięcy Kidsbike umożliwiający przekształcenie z chodzika w „poważny” rower, a wszystko to dzięki unikatowej konstrukcji ramy.
Obecnie BMW stosuje najnowocześniejsze metody tłoczenia, mające zastosowanie również w przemyśle motoryzacyjnym (np. technologia hydroformowania polegająca na „wstrzykiwaniu gorącej wody lub emulsji olejowej znajdującej się pod wysokim ciśnieniem w tubę aluminiową, co sprawia, że tuba zaczyna się rozszerzać aż do momentu, kiedy wypełni odlew). Technologia ta powoduje, iż ramy BMW są lżejsze, trwalsze i mają unikatowe wzornictwo, a wytwarza je samodzielnie, nie korzystając z gotowych produktów przedsiębiorstw zewnętrznych.
Warto podkreślić, iż rowery przedsiębiorstwa BMW cenione są za nietuzinkowy design, czego potwierdzeniem są nagrody takie jak RedDot Design Award, Design Preis, czy też Products Design Award.

### Motocykle

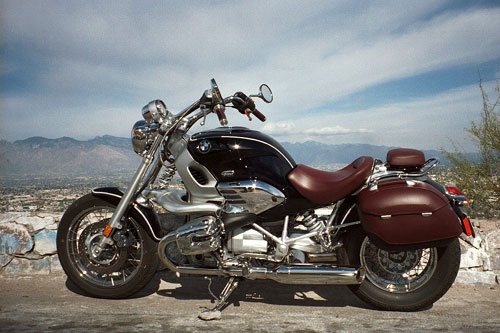
BMW R1200 C

BMW to także jeden z największych europejskich producentów motocykli, których roczna produkcja przekracza 100 tys. egzemplarzy. Od 1967 roku wszystkie motocykle marki BMW produkowane są wyłącznie w Berlinie w fabryce BMW w Berlin-Spandau.
W czerwcu 2007 roku koncern BMW przejął od włoskiego przedsiębiorstwa MV Agusta prawa do marki Husqvarna – jednego z najbardziej znanych producentów motocykli terenowych.
Przy klasyfikowaniu modeli motocykli BMW wprowadziło podobnie jak i w samochodach osobowych jednolite nazewnictwo produkowanych modeli na tzw. serie produkcyjne. Nazwa serii określa przede wszystkim rodzaj silnika, w jaki został wyposażony motocykl. Dodatkowo w nazwie podawana jest przybliżona pojemność silnika i skrót określający przeznaczenie modelu. R 1200 GS określa motocykl serii „R” o pojemności silnika ok. 1200cm³ a kod „GS” oznacza model enduro.
- BMW serii K – sportowe motocykle z 3,4 lub 6-cylindrowymi silnikami rzędowymi.
- BMW serii R – wyposażone są w silnik o przeciwległych cylindrach typu bokser, których cylindry ustawione są w poprzek do kierunku jazdy.
- BMW serii F i G – mniejsze motocykle wyposażone w silnik 1- lub 2-cylindrowy

## BMW M GmbH
BMW M GmbH, Gesellschaft für individuelle Automobile (spółka dla indywidualnych samochodów) jest siostrzaną spółką producenta samochodów BMW i odpowiada za opracowanie i produkcję samochodów o lepszych osiągach i wytwornym według wymagań klienta wyposażeniu wnętrza i zewnętrznych indywidualizowanych cechach.

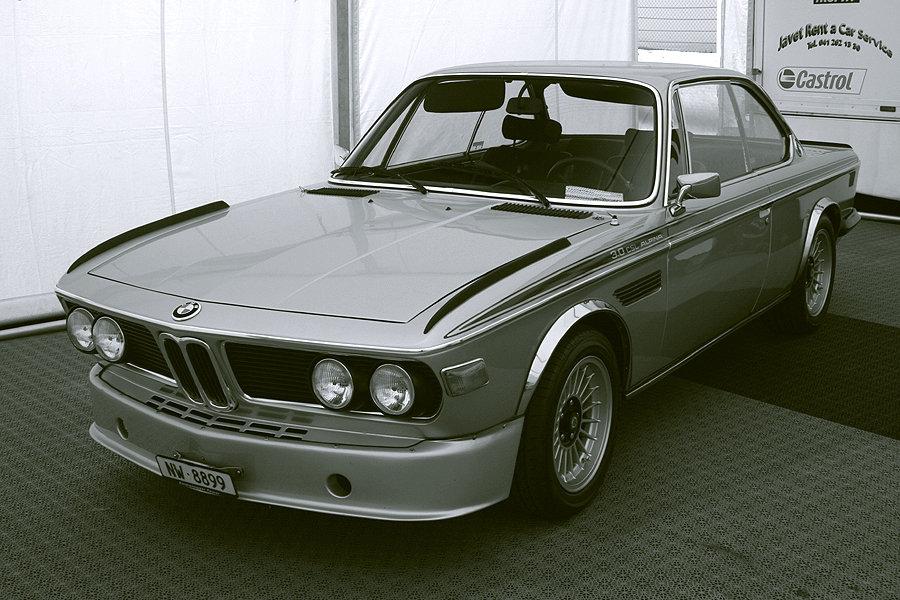
BMW E9

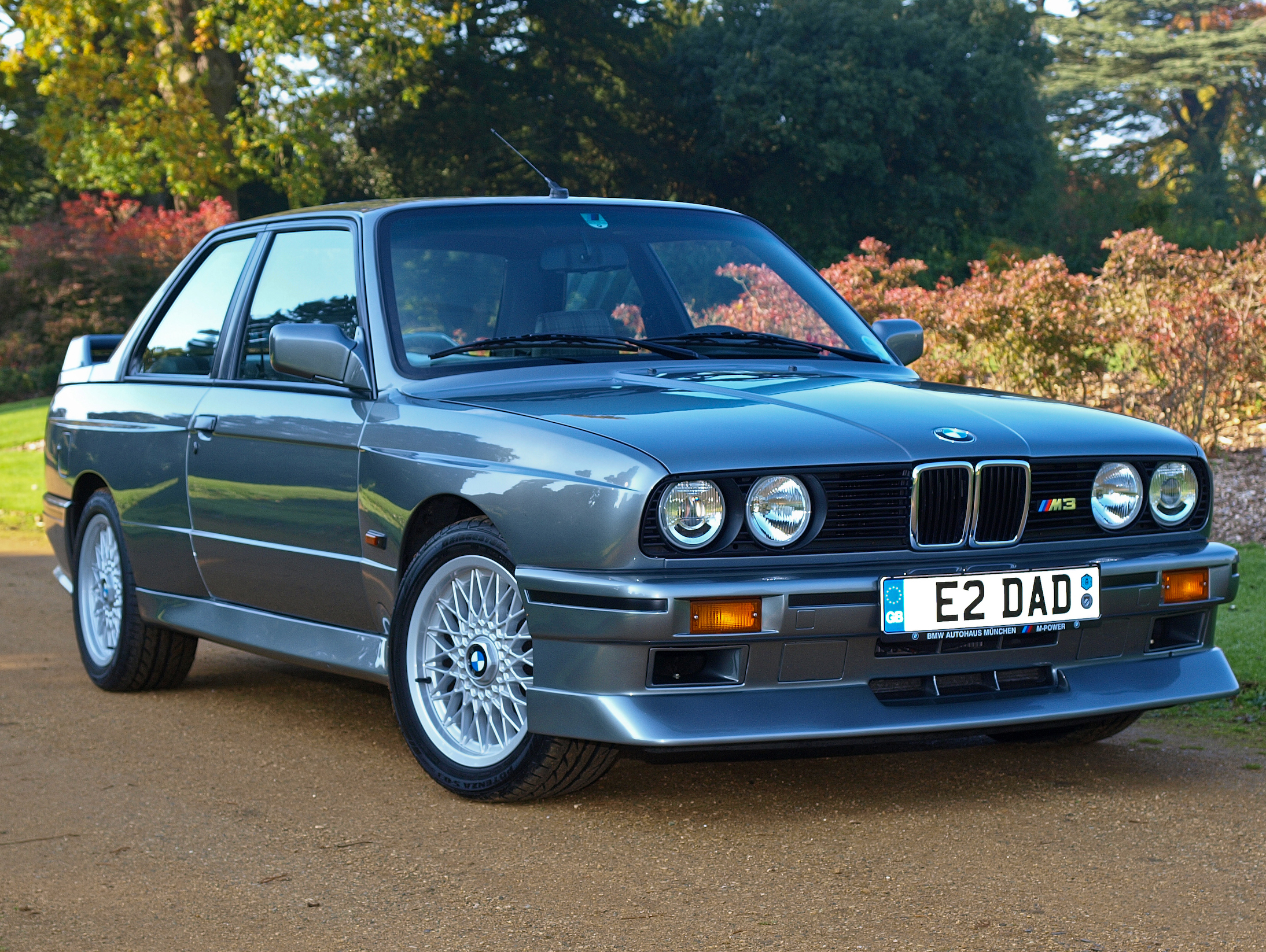
BMW M3 E30

### Historia
Jednym z pierwszych osiągnięć spółki M GmbH było zbudowanie w 1972 roku BMW 3.0 CSL przy znacznej pomocy przedsiębiorstwa Alpina.
BMW na podstawie opracowanych w 1972 roku dwóch prototypów BMW Turbo chciało produkować samochody sportowe, które miały brać udział przede wszystkim w wyścigach. Ponieważ do tego czasu świat ten był zdominowany przez włoskie samochody, BMW zdecydowało się na skorzystanie z wiedzy włoskich „jubilerów” w tej dziedzinie. Opracowanie nowego modelu zostało zlecone przedsiębiorstwu Lamborghini, jednakże zleceniodawca doszedł niedługo do wniosku, że między dwiema przedsiębiorstwami istnieją nieporozumienia na płaszczyźnie finansowej. W wyniku tego BMW podjęło decyzję, aby samochód zbudować według własnego scenariusza i założyło w tym celu spółkę BMW Motorsport GmbH. W 1992 roku grupa BMW Individual została zintegrowana z BMW Motorsport GmbH, a w 1993 roku zmieniono firmę przedsiębiorstwa na BMW M GmbH, Gesellschaft für individuelle Automobile.

### Sport samochodowy
Już podczas fazy rozwojowej nowego samochodu wyścigowego we Włoszech, który powinien był otrzymać nazwę M1, spółka Motorsport GmbH modyfikowała samochody seryjne dla sportu samochodowego. W 1972 roku model 2002 został przebudowany na potrzeby wyścigów Rallye. Przełom nastąpił rok później, kiedy kierowcy BMW Hans-Joachim Stuck i Chris Amon zdobyli pierwsze miejsce w BMW 3.0 CSL w sześciogodzinnym wyścigu modyfikowanych samochodów seryjnych na torze Nürburgring w Niemczech. Niedługo po tym w 24-godzinnym wyścigu Le Mans w klasie modyfikowanych samochodów seryjnych zwycięzcą okazał się również BMW. W sumie z sześcioma mistrzami Europy model 3.0 CSL stał się najlepszym modyfikowanym samochodem seryjnym lat 70. Poza samochodami modyfikowanymi przez zakład przedsiębiorstwa BMW ścigały się także samochody modyfikowane przez przedsiębiorstwa: Alpina, AC Schnitzer, Koepchen i GS-Tuning.

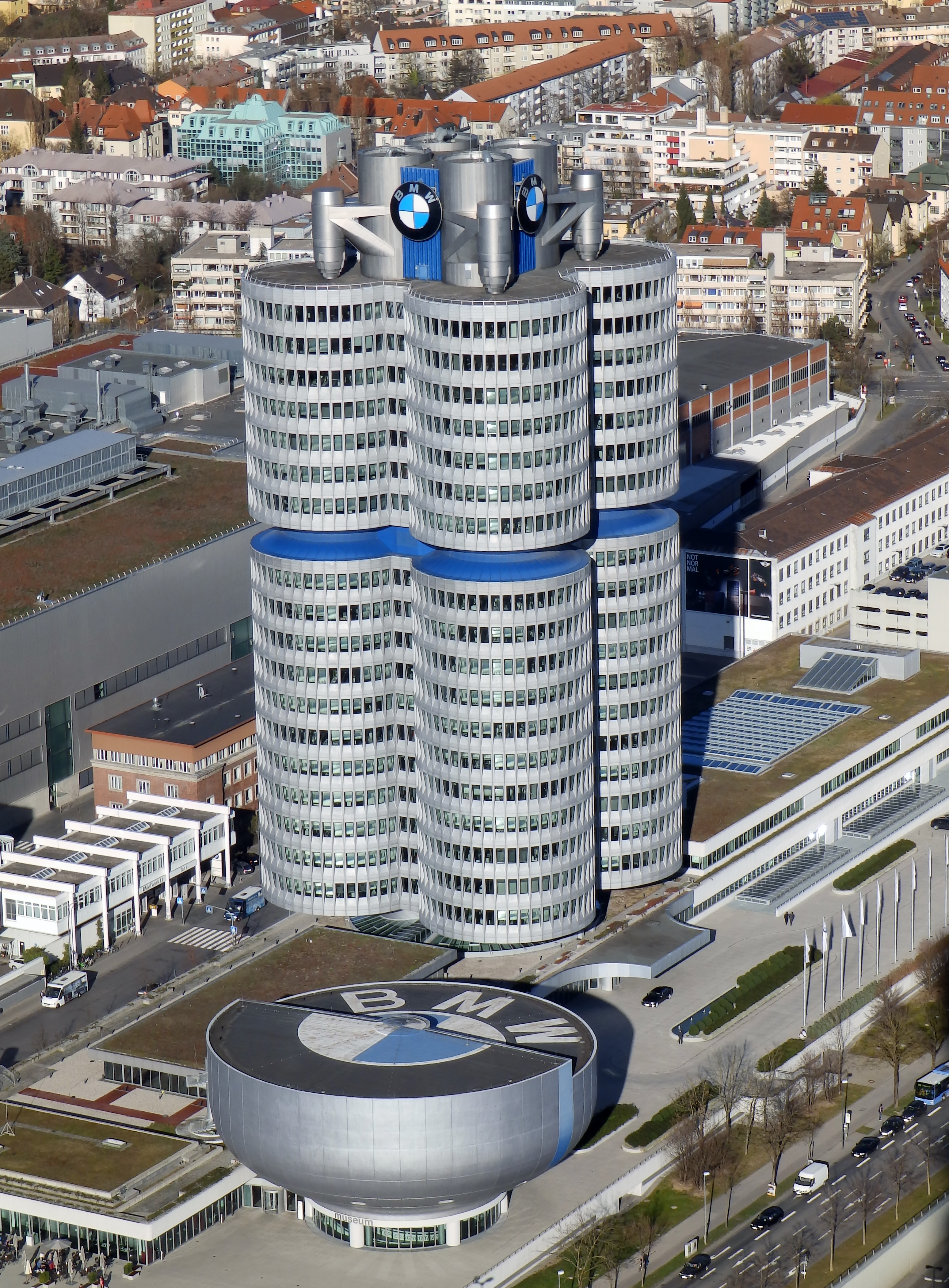
Muzeum BMW

W 1978 roku światło dzienne ujrzał pierwszy właściwy samochód wyścigowy spółki M GmbH: M1. Pierwotnie planowano wystawić go w „Deutsche Rennsport Meisterschaft” („Wyścigi o Mistrzostwo Niemiec” aktualnie DTM). Ponieważ doszło do wspomnianych powyżej opóźnień w rozwoju, udział w nich nie był możliwy. Później przy współpracy z Bernie Ecclestone i Max Mosley zorganizowano w 1979 roku serię wyścigów Procar-Serie wyłącznie dla M1, która odbywała się w przededniu wyścigów Formuły 1. Ponieważ udział w tych wyścigach wymagał samochodów produkowanych seryjnie, spółka M GmbH sprzedała ok. 450 sztuk wersji ulicznej. W 1980 roku spółka M GmbH po raz pierwszy zaczęła pracować nad silnikami dla Formuły 1, w 1982 roku BMW zadebiutowało po raz pierwszy w królewskiej klasie z silnikiem turbo w samochodzie Brabham. Już w 1983 roku Nelson Piquet wygrał mistrzostwa świata Formuły 1 ścigając się Brabham BMW BT52. Do dziś samochody spółki BMW M GmbH zwyciężają w sporcie samochodowym.

## Muzeum BMW
Niedaleko siedziby BMW w Monachium znajduje się muzeum BMW. W 2008 roku muzeum zostało gruntownie przebudowane i 21 czerwca 2008 roku zostało ponownie otwarte. Warto wspomnieć, że nie jest to ten sam budynek co BMW Welt. Wystawa muzeum jest podzielona tematycznie na 7 części: stylistyka, firma, motocykle, technologia, sport, marka oraz rozwój różnych serii.

## Marki koncernu BMW AG
Źródło:
- BMW – niemiecka marka samochodów, motocykli, silników produkowanych od 1916 roku w Monachium
- Rolls-Royce – angielska marka samochodów luksusowych produkowanych od 1905 roku w Manchesterze
- Mini – angielska marka samochodów osobowych produkowanych od 1952 roku w Birmingham

## Modele samochodów

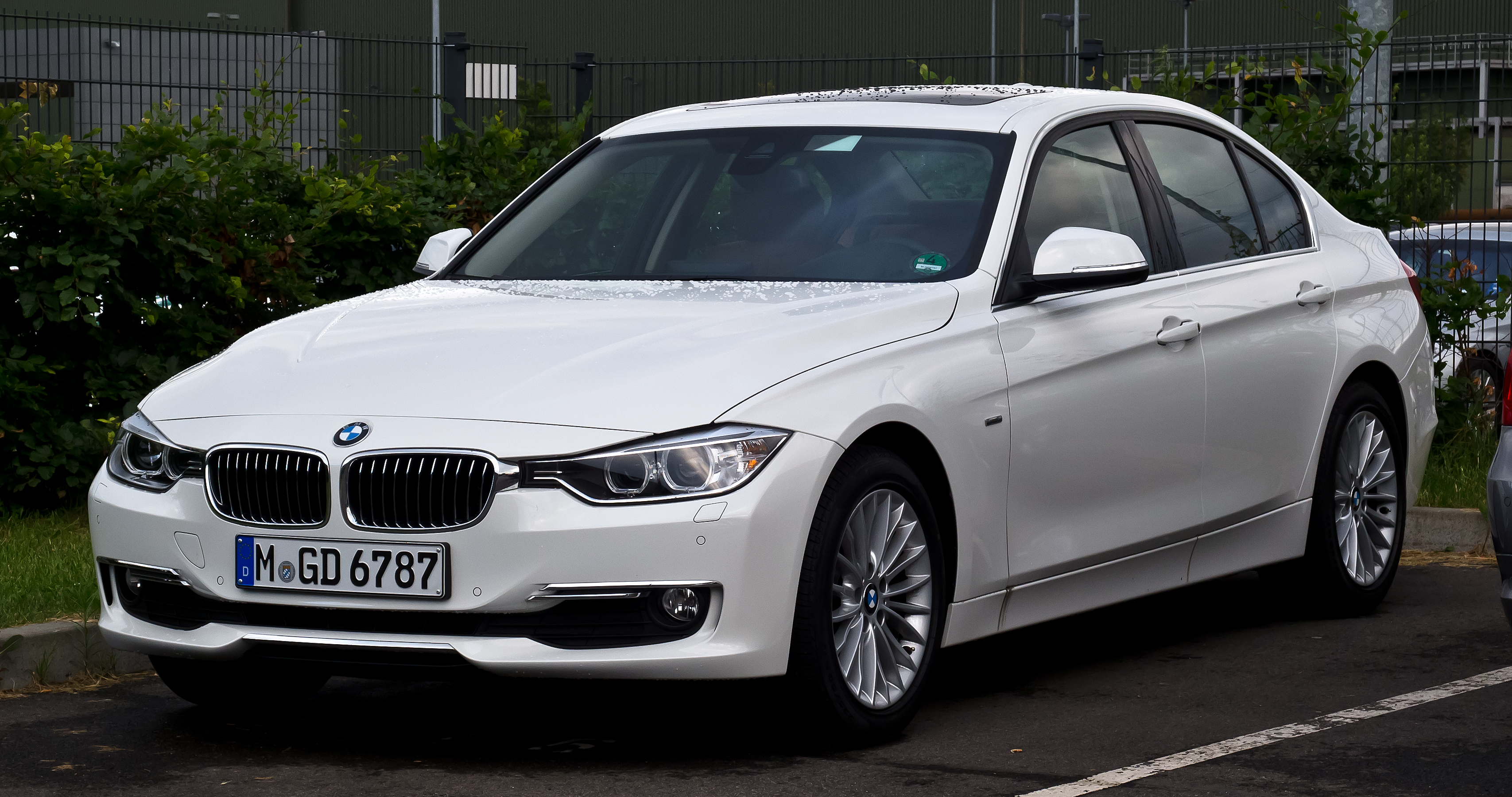
BMW F30

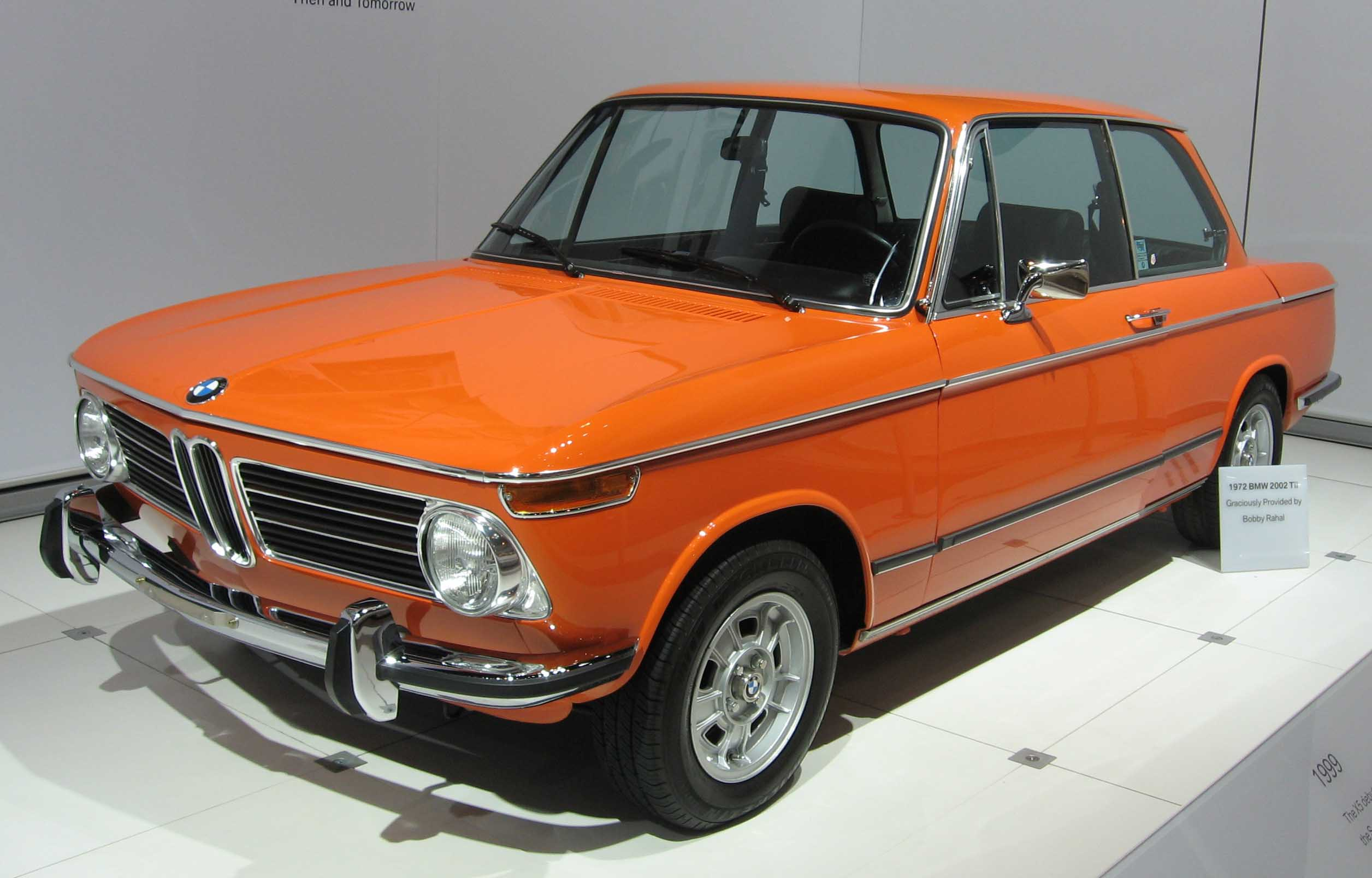
BMW 2002 z 1972 roku

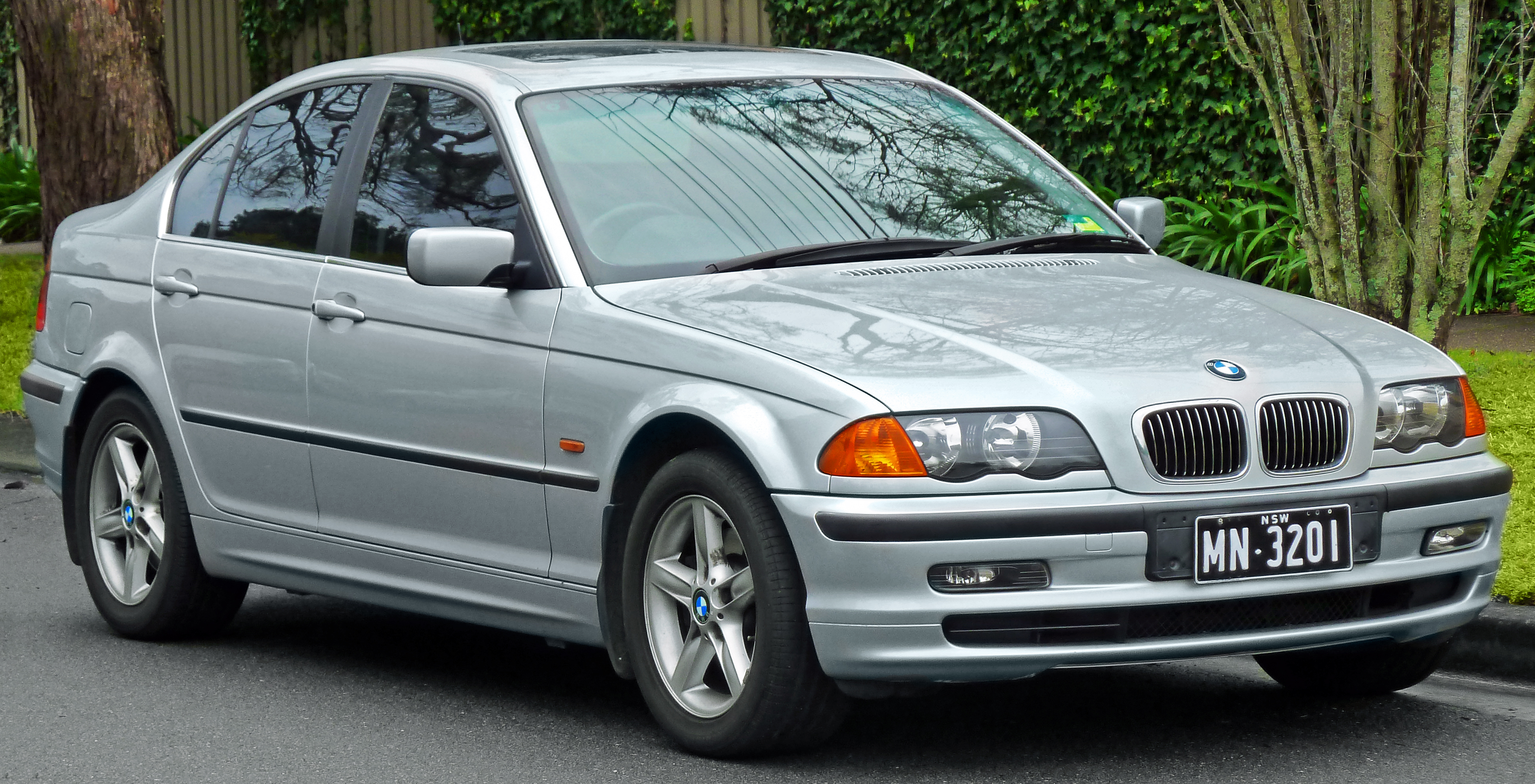
BMW E46

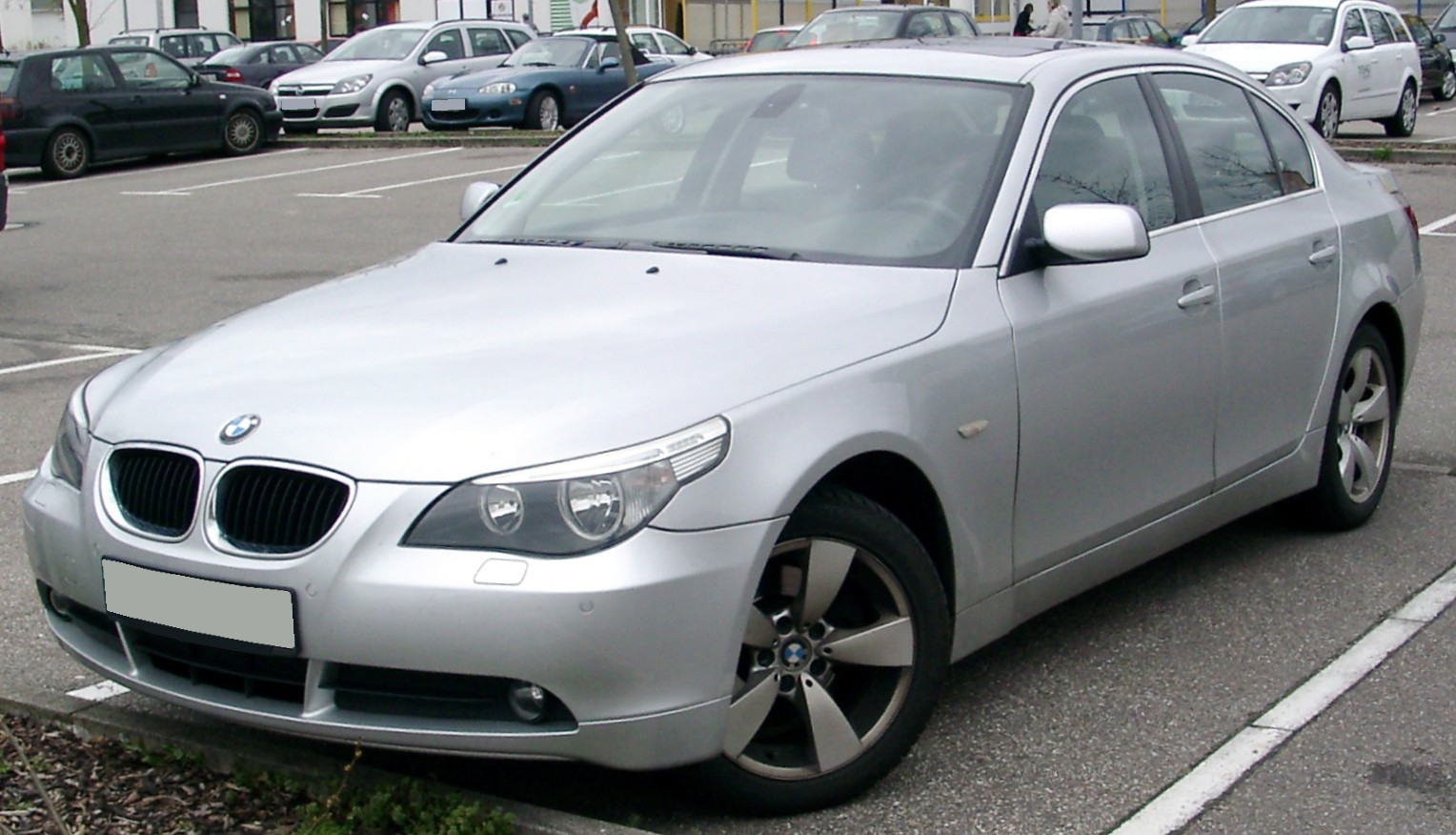
BMW E60

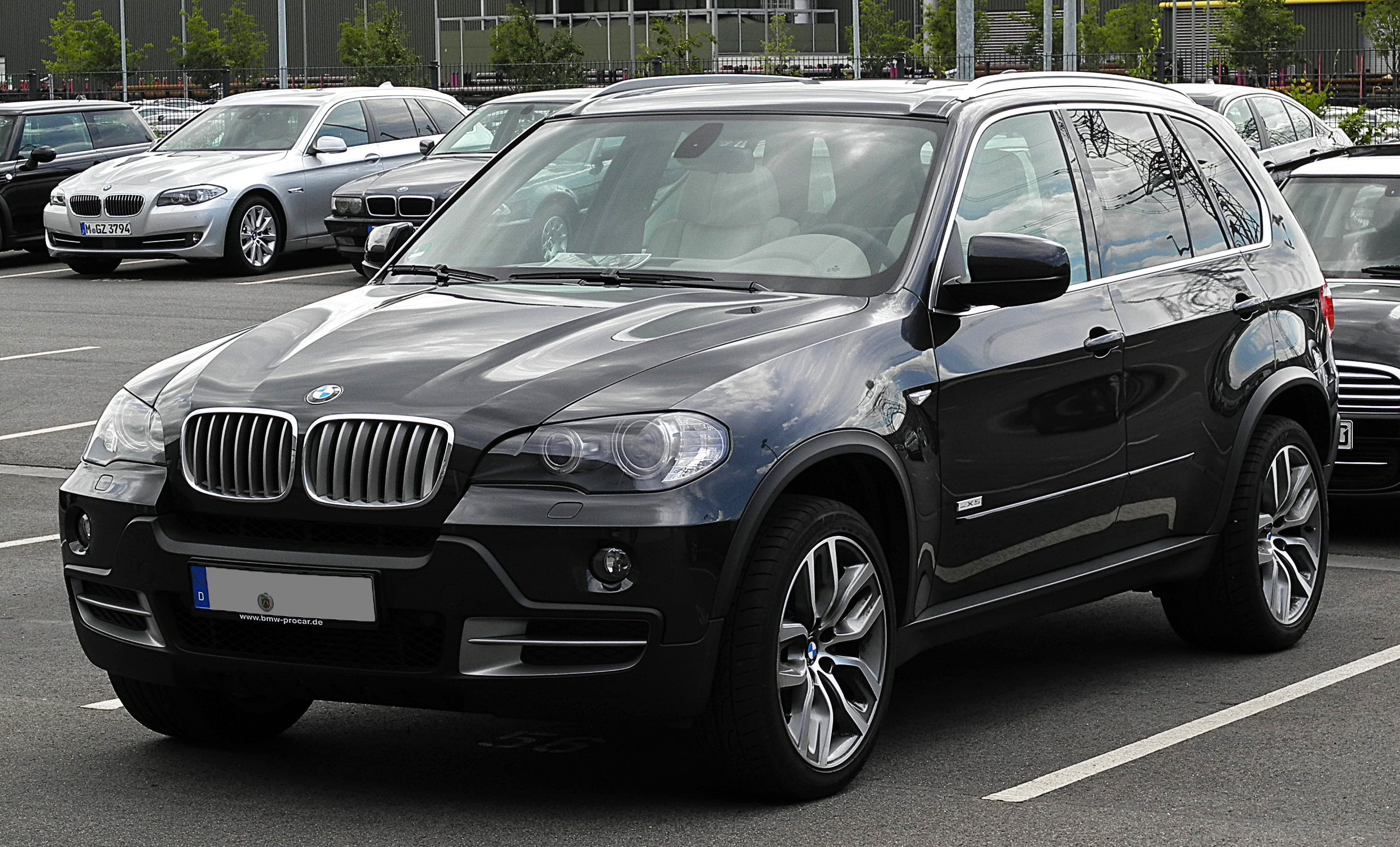
BMW E70

### Samochody osobowe
| Seria 3 Compact | Kod | Nadwozie  | Segment | Lata produkcji |
| --------------- | --- | --------- | ------- | -------------- |
|                 | E36 | Hatchback | C       | 1993–2000      |
|                 | E46 | Hatchback | C       | 2000–2004      |
| Seria 1         | Kod | Nadwozie  | Segment | Lata produkcji |
|                 | E87 | Hatchback | C       | 2004–2013      |
|                 | F20 | Hatchback | C       | 2011–2019      |
|                 | F40 | Hatchback | C       | 2019–2024      |
|                 | F70 | Hatchback | C       | od 2024        |

| Seria 1 Sedan | Kod | Nadwozie | Segment | Lata produkcji |
| ------------- | --- | -------- | ------- | -------------- |
|               | F52 | Sedan    | C       | 2016–2023      |

| Seria 3 | Kod    | Nadwozie                 | Segment | Lata produkcji |
| ------- | ------ | ------------------------ | ------- | -------------- |
|         | E21    | Coupe Cabrio             | D       | 1975–1983      |
|         | E30    | Sedan Kombi Coupe Cabrio | D       | 1982–1994      |
|         | E36    | Sedan Kombi Coupe Cabrio | D       | 1990–2000      |
|         | E46    | Sedan Kombi Coupe Cabrio | D       | 1998–2006      |
|         | E90/91 | Sedan Kombi Coupe Cabrio | D       | 2004–2013      |
|         | F30/31 | Sedan Kombi              | D       | 2011–2019      |
|         | G20/21 | Sedan Kombi              | D       | od 2018        |

| Seria 5 | Kod    | Nadwozie    | Segment | Lata produkcji |
| ------- | ------ | ----------- | ------- | -------------- |
|         | E12    | Sedan       | E       | 1972–1981      |
|         | E28    | Sedan       | E       | 1981–1987      |
|         | E34    | Sedan Kombi | E       | 1987–1996      |
|         | E39    | Sedan Kombi | E       | 1995–2003      |
|         | E60/61 | Sedan Kombi | E       | 2003–2010      |
|         | F10/11 | Sedan Kombi | E       | 2010–2017      |
|         | G30/31 | Sedan Kombi | E       | 2016–2023      |
|         | G60/61 | Sedan Kombi | E       | od 2023        |

| Seria 7 | Kod | Nadwozie | Segment | Lata produkcji |
| ------- | --- | -------- | ------- | -------------- |
|         | E23 | Sedan    | F       | 1977–1986      |
|         | E32 | Sedan    | F       | 1986–1994      |
|         | E38 | Sedan    | F       | 1994–2001      |
|         | E65 | Sedan    | F       | 2002–2008      |
|         | F01 | Sedan    | F       | 2008–2015      |
|         | G11 | Sedan    | F       | 2015–2022      |
|         | G70 | Sedan    | F       | od 2022        |

### Gran Turismo
| Seria 3 Gran Turismo | Kod | Nadwozie | Segment | Lata produkcji |
| -------------------- | --- | -------- | ------- | -------------- |
|                      | F34 | Liftback | D       | 2013–2020      |

| Seria 5 Gran Turismo | Kod | Nadwozie | Segment | Lata produkcji |
| -------------------- | --- | -------- | ------- | -------------- |
|                      | F07 | Liftback | E       | 2009–2017      |

| Seria 6 Gran Turismo | Kod | Nadwozie | Segment | Lata produkcji |
| -------------------- | --- | -------- | ------- | -------------- |
|                      | G32 | Liftback | E       | 2017–2023      |

### Gran Coupe
| Seria 2 Gran Coupe | Kod | Nadwozie | Segment | Lata produkcji |
| ------------------ | --- | -------- | ------- | -------------- |
|                    | F44 | Sedan    | C       | 2019–2024      |
|                    | F74 | Sedan    | C       | od 2024        |

| Seria 4 Gran Coupe | Kod | Nadwozie | Segment | Lata produkcji |
| ------------------ | --- | -------- | ------- | -------------- |
|                    | F36 | Liftback | D       | 2014–2021      |
|                    | G26 | Liftback | D       | od 2021        |

| Seria 6 Gran Coupe | Kod | Nadwozie | Segment | Lata produkcji |
| ------------------ | --- | -------- | ------- | -------------- |
|                    | F06 | Sedan    | E       | 2011–2018      |

| Seria 8 Gran Coupe | Kod | Nadwozie | Segment | Lata produkcji |
| ------------------ | --- | -------- | ------- | -------------- |
|                    | G16 | Sedan    | E       | od 2019        |

### Coupe i roadstery
| Seria 1 Coupe | Kod | Nadwozie     | Segment | Lata produkcji |
| ------------- | --- | ------------ | ------- | -------------- |
|               | E82 | Coupe Cabrio | C       | 2007–2014      |
| Seria 2       | Kod | Nadwozie     | Segment | Lata produkcji |
|               | F22 | Coupe Cabrio | C       | 2014–2021      |
|               | G42 | Coupe        | C       | od 2021        |

| Seria 3 Coupe | Kod | Nadwozie     | Segment | Lata produkcji |
| ------------- | --- | ------------ | ------- | -------------- |
|               | E36 | Coupe Cabrio | D       | 1991–1999      |
|               | E46 | Coupe Cabrio | D       | 1999–2006      |
|               | E92 | Coupe Cabrio | D       | 2006–2014      |
| Seria 4       | Kod | Nadwozie     | Segment | Lata produkcji |
|               | F32 | Coupe Cabrio | D       | 2014–2020      |
|               | G22 | Coupe Cabrio | D       | od 2020        |

| Seria 6 | Kod | Nadwozie     | Segment | Lata produkcji |
| ------- | --- | ------------ | ------- | -------------- |
|         | E24 | Coupe        | E       | 1976–1989      |
|         | E63 | Coupe Cabrio | E       | 2003–2010      |
|         | F12 | Coupe Cabrio | E       | 2011–2018      |

| Seria 8 | Kod | Nadwozie     | Segment | Lata produkcji |
| ------- | --- | ------------ | ------- | -------------- |
|         | E31 | Coupe        | E       | 1990–1999      |
|         | G15 | Coupe Cabrio | E       | od 2018        |

| Z1 | Kod   | Nadwozie       | Segment | Lata produkcji |
| -- | ----- | -------------- | ------- | -------------- |
|    | E30   | Roadster       | C       | 1989–1991      |
| Z3 | Kod   | Nadwozie       | Segment | Lata produkcji |
|    | E36/7 | Roadster Coupe | C       | 1995–2002      |
| Z4 | Kod   | Nadwozie       | Segment | Lata produkcji |
|    | E85   | Roadster Coupe | C       | 2002–2008      |
|    | E89   | Roadster       | C       | 2008–2016      |
|    | G29   | Roadster       | C       | od 2018        |

| Z8 | Kod | Nadwozie | Segment | Lata produkcji |
| -- | --- | -------- | ------- | -------------- |
|    | E52 | Roadster | D       | 2000–2003      |

| i8 | Kod | Nadwozie       | Segment | Lata produkcji |
| -- | --- | -------------- | ------- | -------------- |
|    | I12 | Coupe Roadster | E       | 2013–2020      |

### Crossovery i SUV-y
| X1 | Kod | Nadwozie  | Segment | Lata produkcji |
| -- | --- | --------- | ------- | -------------- |
|    | E84 | Crossover | C       | 2009–2015      |
|    | F48 | Crossover | C       | 2015–2022      |
|    | U11 | Crossover | C       | od 2022        |

| X2 | Kod | Nadwozie  | Segment | Lata produkcji |
| -- | --- | --------- | ------- | -------------- |
|    | F39 | Crossover | C       | 2017–2023      |
|    | U10 | SUV Coupe | C       | od 2023        |

| X3 | Kod | Nadwozie | Segment | Lata produkcji |
| -- | --- | -------- | ------- | -------------- |
|    | E83 | SUV      | D       | 2003–2010      |
|    | F25 | SUV      | D       | 2010–2017      |
|    | G01 | SUV      | D       | 2017–2024      |
|    | G45 | SUV      | D       | od 2024        |

| X4 | Kod | Nadwozie  | Segment | Lata produkcji |
| -- | --- | --------- | ------- | -------------- |
|    | F26 | SUV Coupe | D       | 2014–2018      |
|    | G02 | SUV Coupe | D       | 2018–2025      |

| X5 | Kod | Nadwozie | Segment | Lata produkcji |
| -- | --- | -------- | ------- | -------------- |
|    | E53 | SUV      | E       | 1999–2005      |
|    | E70 | SUV      | E       | 2005–2013      |
|    | F15 | SUV      | E       | 2013–2018      |
|    | G05 | SUV      | E       | od 2018        |

| X6 | Kod | Nadwozie  | Segment | Lata produkcji |
| -- | --- | --------- | ------- | -------------- |
|    | E71 | SUV Coupe | E       | 2007–2014      |
|    | F16 | SUV Coupe | E       | 2014–2019      |
|    | G06 | SUV Coupe | E       | od 2019        |

| X7 | Kod | Nadwozie | Segment | Lata produkcji |
| -- | --- | -------- | ------- | -------------- |
|    | G07 | SUV      | F       | od 2018        |

| XM | Kod | Nadwozie | Segment | Lata produkcji |
| -- | --- | -------- | ------- | -------------- |
|    | G09 | SUV      | F       | od 2022        |

### Minivany
| Seria 2 Active Tourer | Kod | Nadwozie | Segment | Lata produkcji |
| --------------------- | --- | -------- | ------- | -------------- |
|                       | F45 | Minivan  | C       | 2014–2021      |
|                       | U06 | Minivan  | C       | od 2021        |

| Seria 2 Gran Tourer | Kod | Nadwozie | Segment | Lata produkcji |
| ------------------- | --- | -------- | ------- | -------------- |
|                     | F46 | Minivan  | C       | 2015–2022      |

### Samochody elektryczne
| i3 | Kod | Nadwozie  | Segment | Lata produkcji |
| -- | --- | --------- | ------- | -------------- |
|    | i3  | Hatchback | B       | 2013–2022      |
|    | G28 | Sedan     | D       | od 2022        |

| i4 | Kod | Nadwozie | Segment | Lata produkcji |
| -- | --- | -------- | ------- | -------------- |
|    | G26 | Liftback | D       | od 2021        |

| i5 | Kod | Nadwozie    | Segment | Lata produkcji |
| -- | --- | ----------- | ------- | -------------- |
|    | G60 | Sedan Kombi | E       | od 2023        |

| i7 | Kod | Nadwozie | Segment | Lata produkcji |
| -- | --- | -------- | ------- | -------------- |
|    | G70 | Sedan    | F       | od 2022        |

| iX1 | Kod | Nadwozie  | Segment | Lata produkcji |
| --- | --- | --------- | ------- | -------------- |
|     | U11 | Crossover | C       | od 2022        |

| iX2 | Kod | Nadwozie  | Segment | Lata produkcji |
| --- | --- | --------- | ------- | -------------- |
|     | U12 | SUV Coupe | C       | od 2023        |

| iX3 | Kod | Nadwozie | Segment | Lata produkcji |
| --- | --- | -------- | ------- | -------------- |
|     | G08 | SUV      | D       | 2020–2025      |
|     | NA5 | SUV      | D       | od 2025        |

| iX | Kod | Nadwozie | Segment | Lata produkcji |
| -- | --- | -------- | ------- | -------------- |
|    | i20 | SUV      | E       | od 2021        |

### Inne i dawniej produkowane
- 3/15
- 3/20
- 303
- 309
- 315
- 319
- 319/1
- 320
- 321
- 326
- 327
- 328
- 600
- 327/28
- 329(inne języki)
- 335
- 501
- 503
- 507
- 600
- 700
- 3200 CS
- 1500
- 1600
- 1800(inne języki)
- 2000
- 2002
- E89 (Z4)
- 850 CSi
- E3
- E9
- E12
- E21
- E23
- E24
- E28
- E30
- E31
- E32
- E34
- E36
- E38
- E39
- E46
- E53
- E60/61
- E63
- E64
- E65/E66
- E70
- E83
- E85/E86
- E87
- E90
- E114
- E115
- Isetta
- M1
- Neue Klasse
- Z1
- Z3
- Z8

### Samochody koncepcyjne

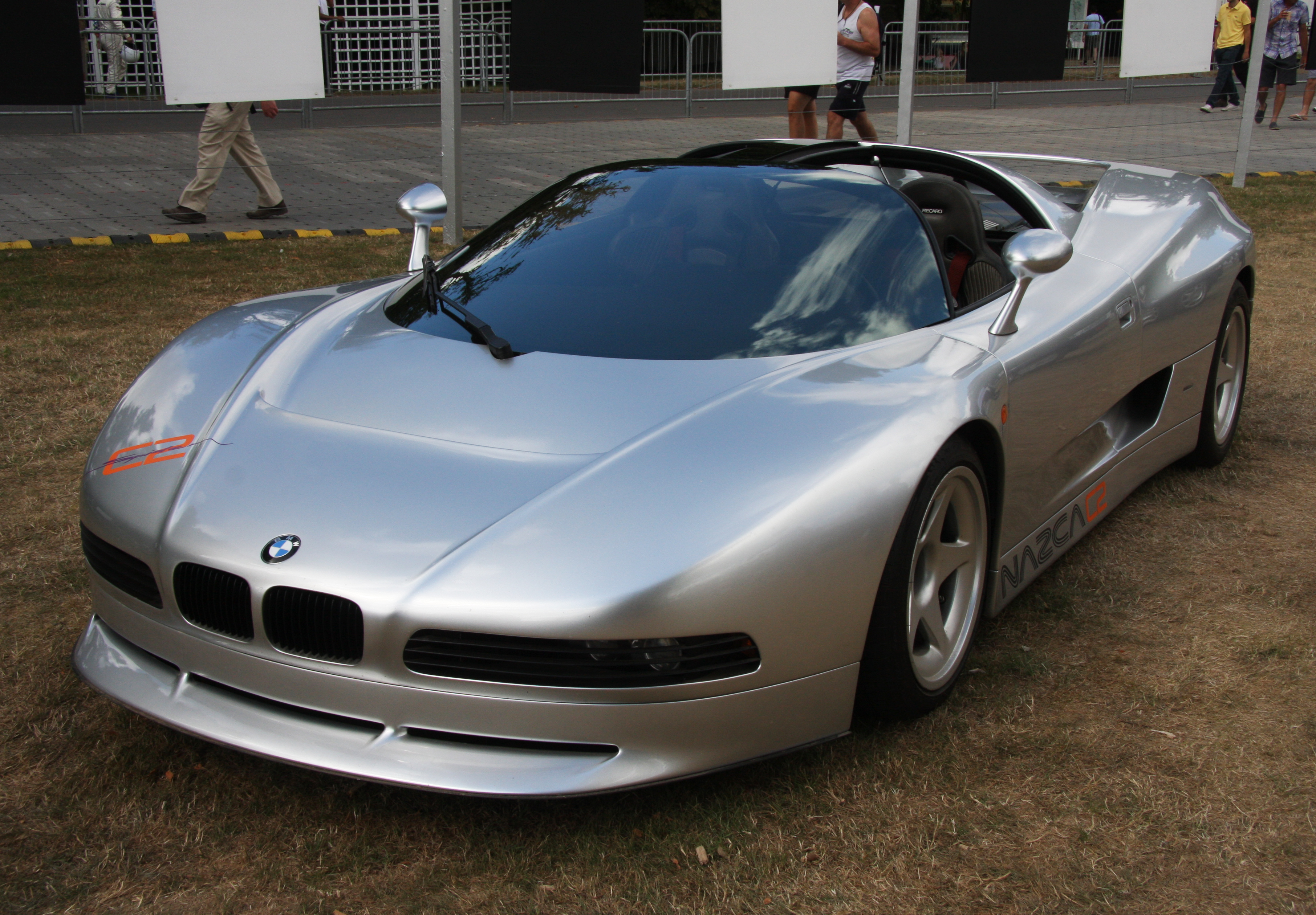
BMW Nazca C2

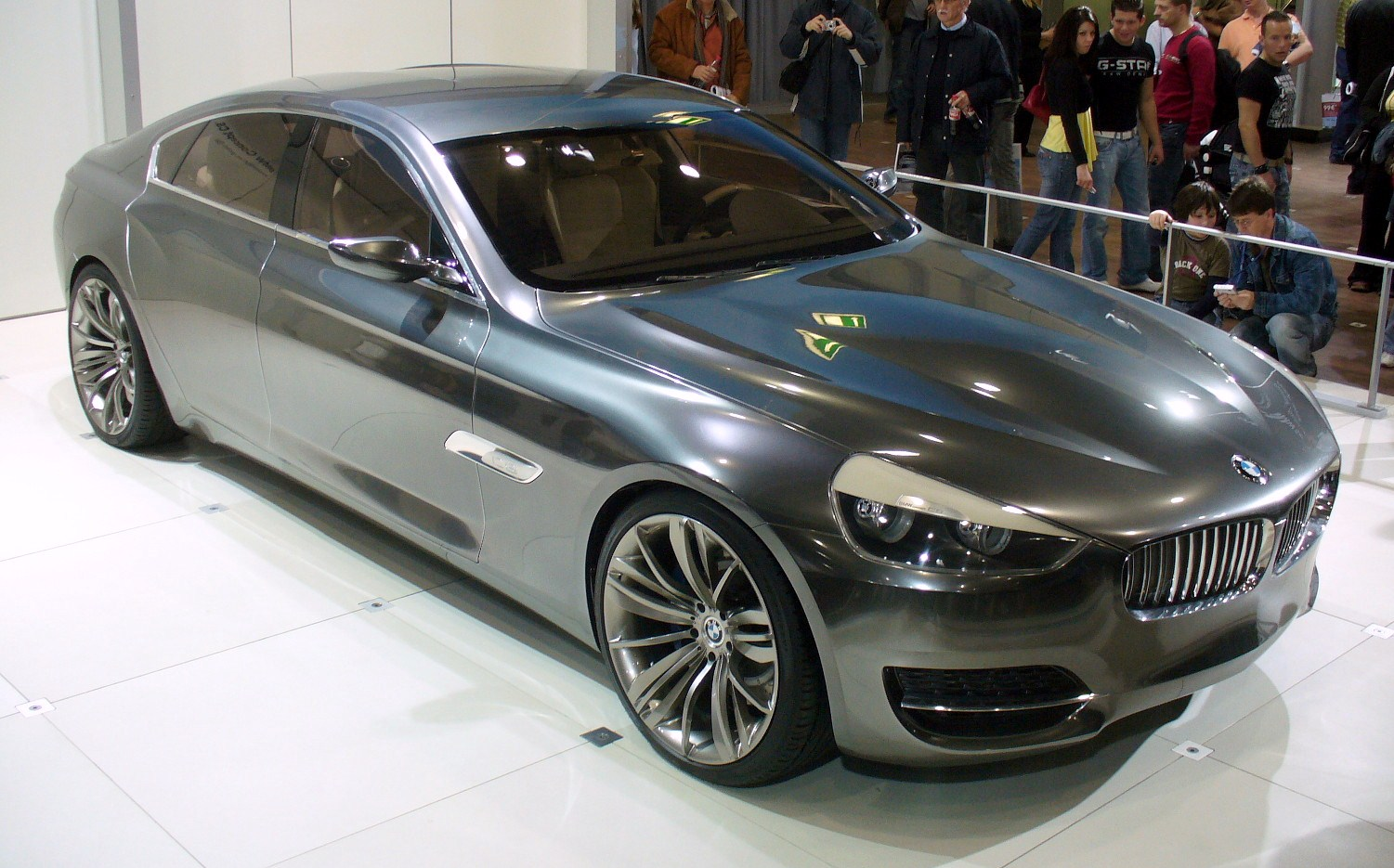
BMW Concept CS

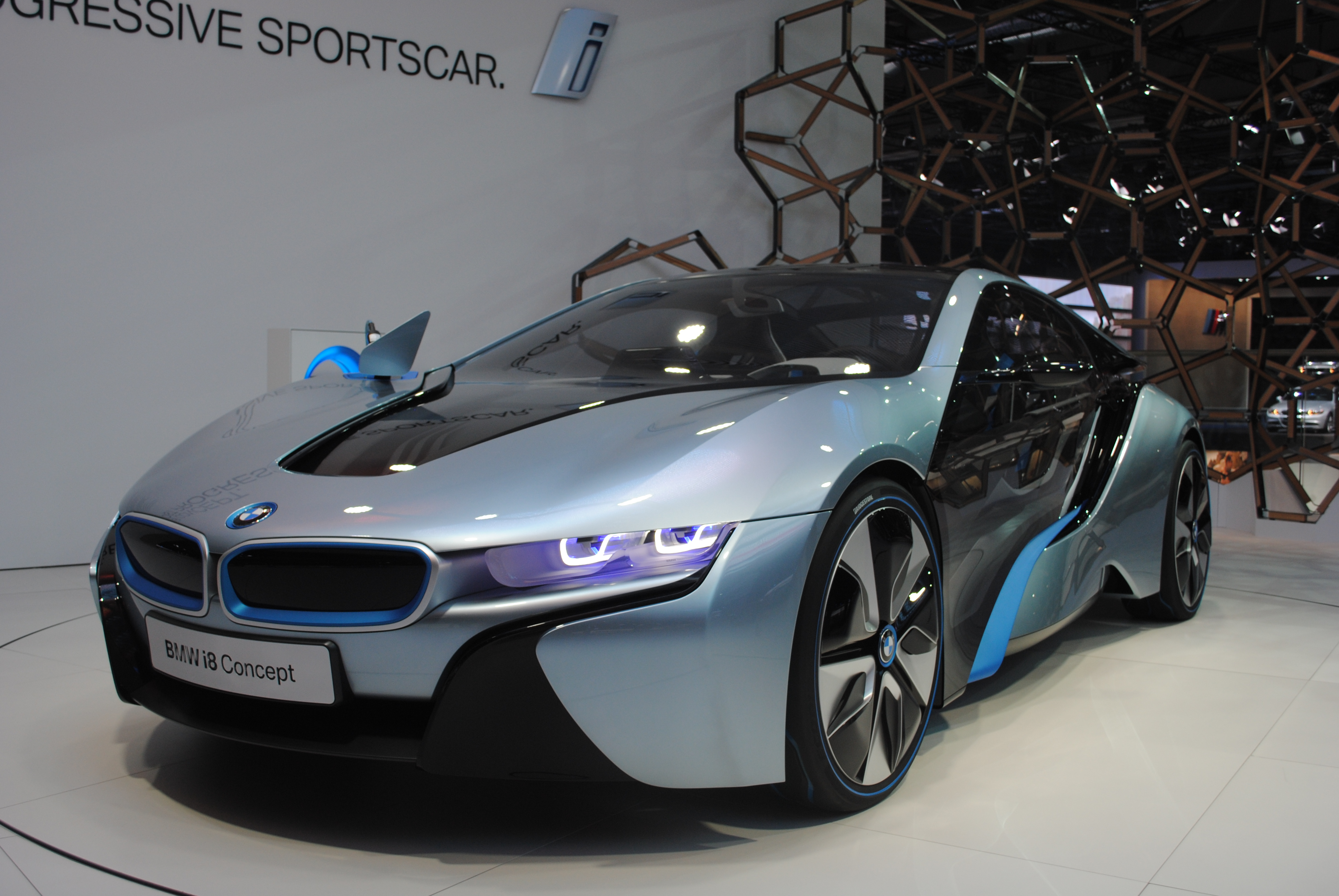
BMW i8

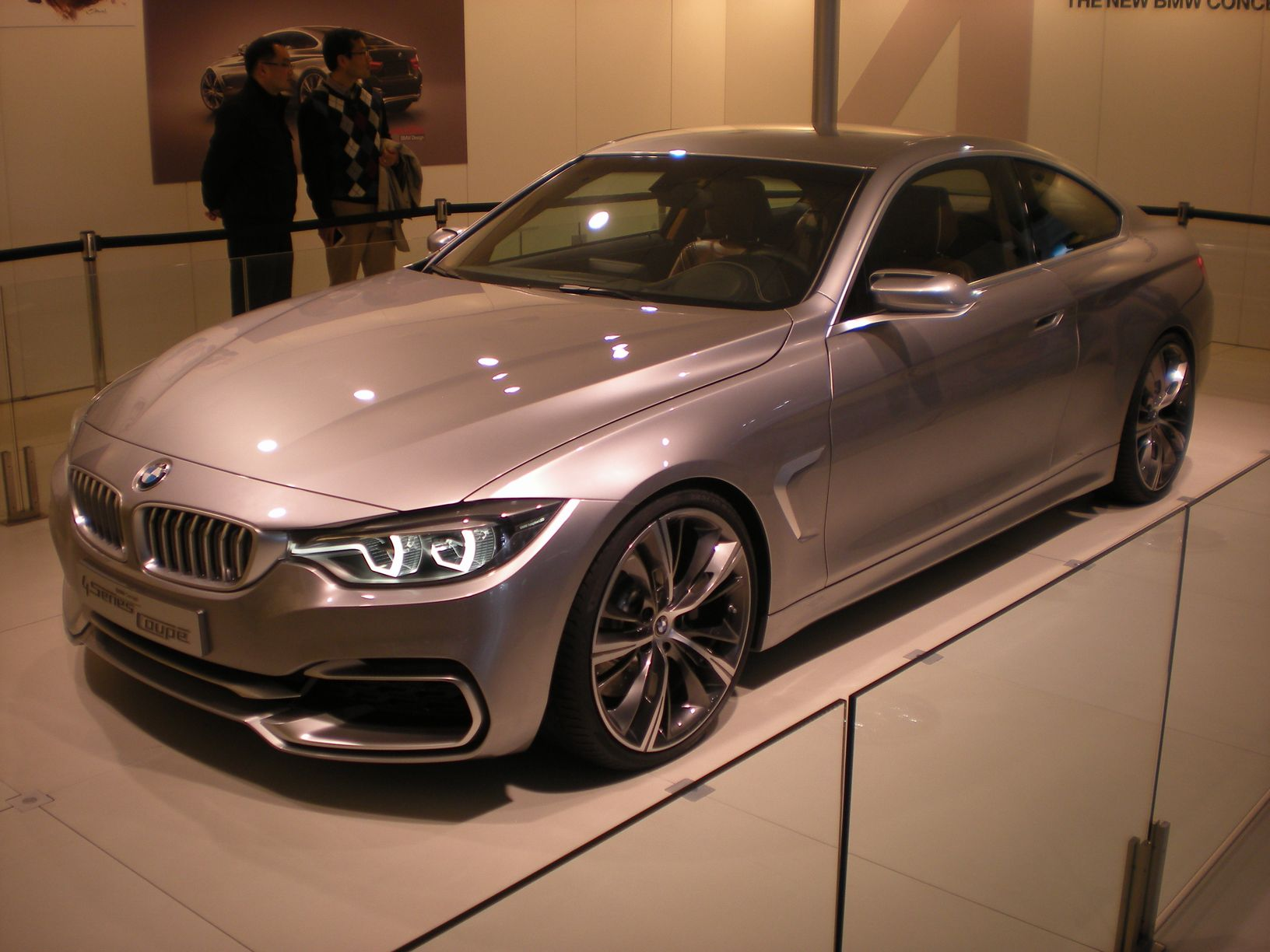
BMW serii 4 concept

- Turbo(inne języki) (1972)
- M8 (1990)
- Nazca C2 (1991)
- Just 4/2 (1995)
- Z9 Gran Turismo (1999)
- X-Coupe(inne języki) (2001)
- Z4 Coupe (2005)
- H2R(inne języki) (2005)
- Z6 (2006)
- Mille Miglia Coupe (2006)
- Concept CS (2007)
- Hydrogen Salt Flat Racer (2008)
- M1 Hommage(inne języki) (2008)
- GINA (2008)
- Concept ActiveE(inne języki) (2009)
- S.X Concept (2009)
- Vision EficientDynamics (2009)
- X8 (2010)
- X7 (2010)
- Concept Gran Coupé(inne języki) (2010)
- Concept 6 Coupé (2010)
- Z7 Roadster (2011)
- Z5(inne języki) (2011)
- Z2(inne języki) (2011)
- X2 (2011)
- Vision ConnectedDrive(inne języki) (2011)
- Concept M5 (2011)
- 328 Hommage(inne języki) (2011)
- i1 (2011)
- Z7 Coupe (2012)
- X4 M (2012)
- 8 Concept (2012)
- Joy (2012)
- i-FD (2012)
- Concept 4 Coupe (2013)
- Vision Next 100(inne języki) (2016)

### Koncepty przedprodukcyjne
- Z9 Gran Turismo (1999)
- Z9 Converible (2000)
- X Coupe(inne języki) (2001)
- Concept Study CS1 (2002)
- xActivity (2003)
- Concept Z4 Coupe(inne języki) (2005)
- Concept serii 1 tii (2007)
- Concept X6(inne języki) (2007)
- Concept CS (2007)
- Concept X1(inne języki) (2008)
- Concept serii 5 Gran Turismo (2009)
- Concept serii 6 Coupe (2010)
- Concept Gran Coupe(inne języki) (2010)
- Zagato Roadster (2012)
- Zagato Coupé (2012)
- Concept Active Tourer(inne języki) (2012)
- Concept seria 4 Coupe (2012)

## Modele motocykli

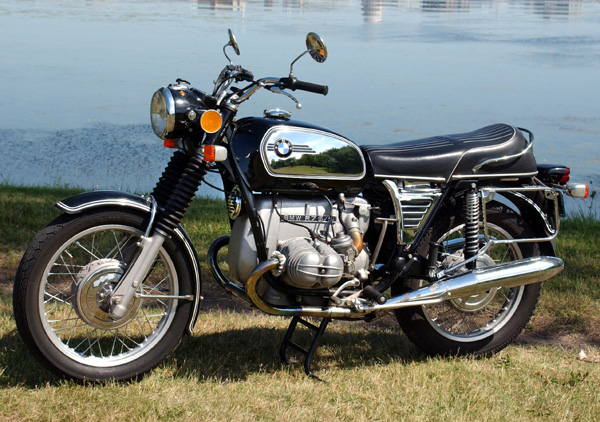
BMW E 75 600

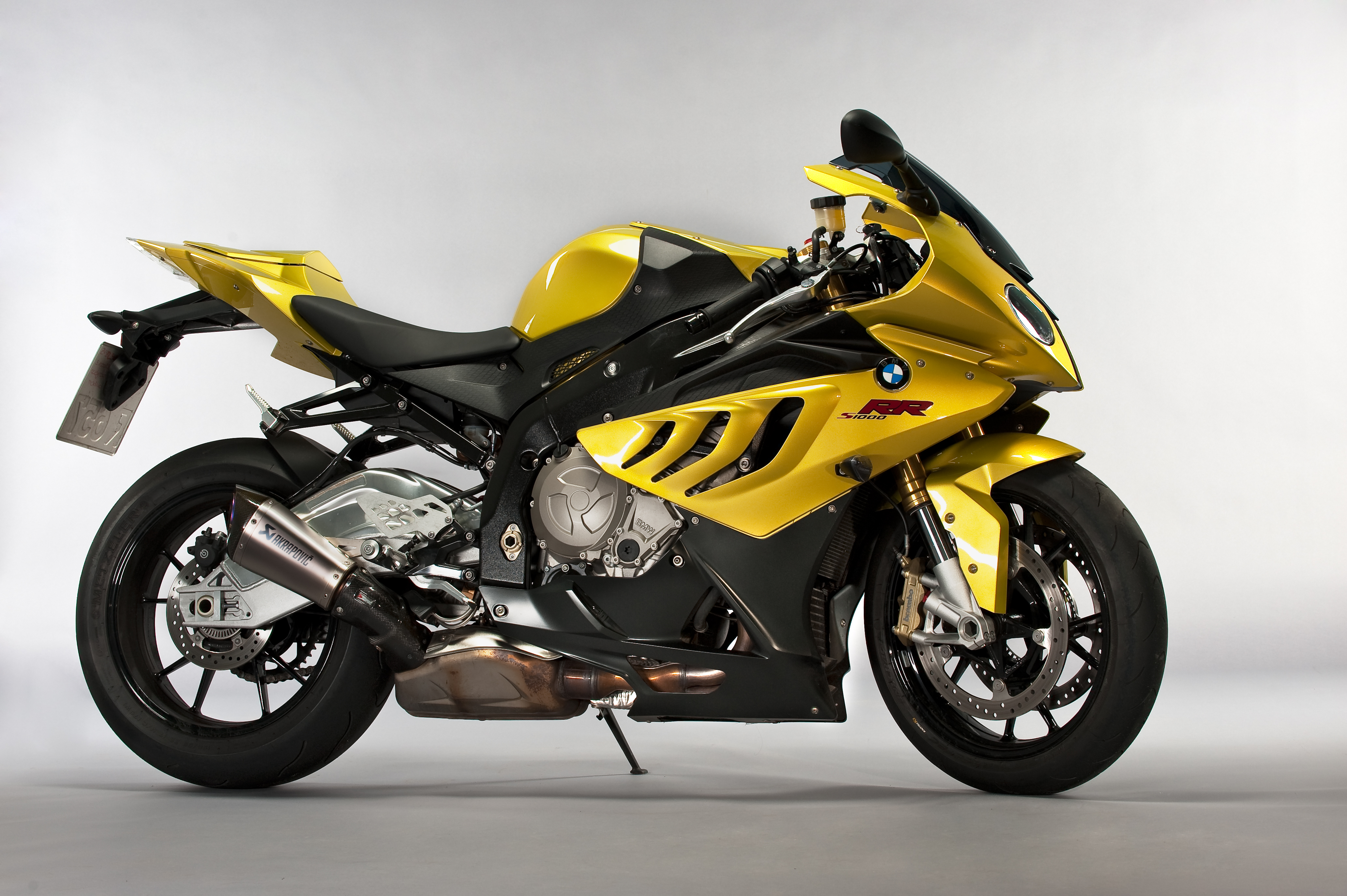
BMW S1000 RR

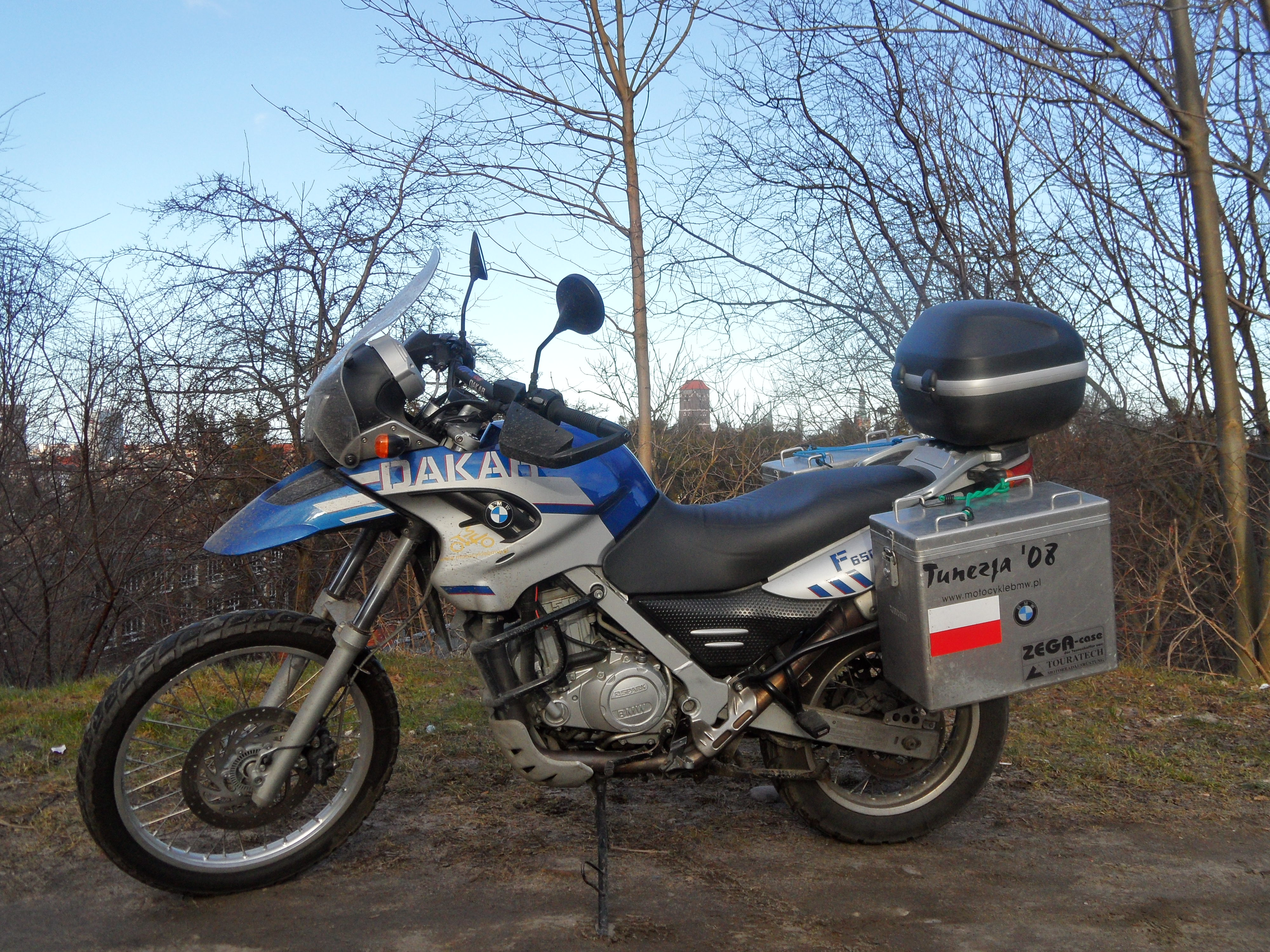
BMW F 650 GS Dakar 2000–2007

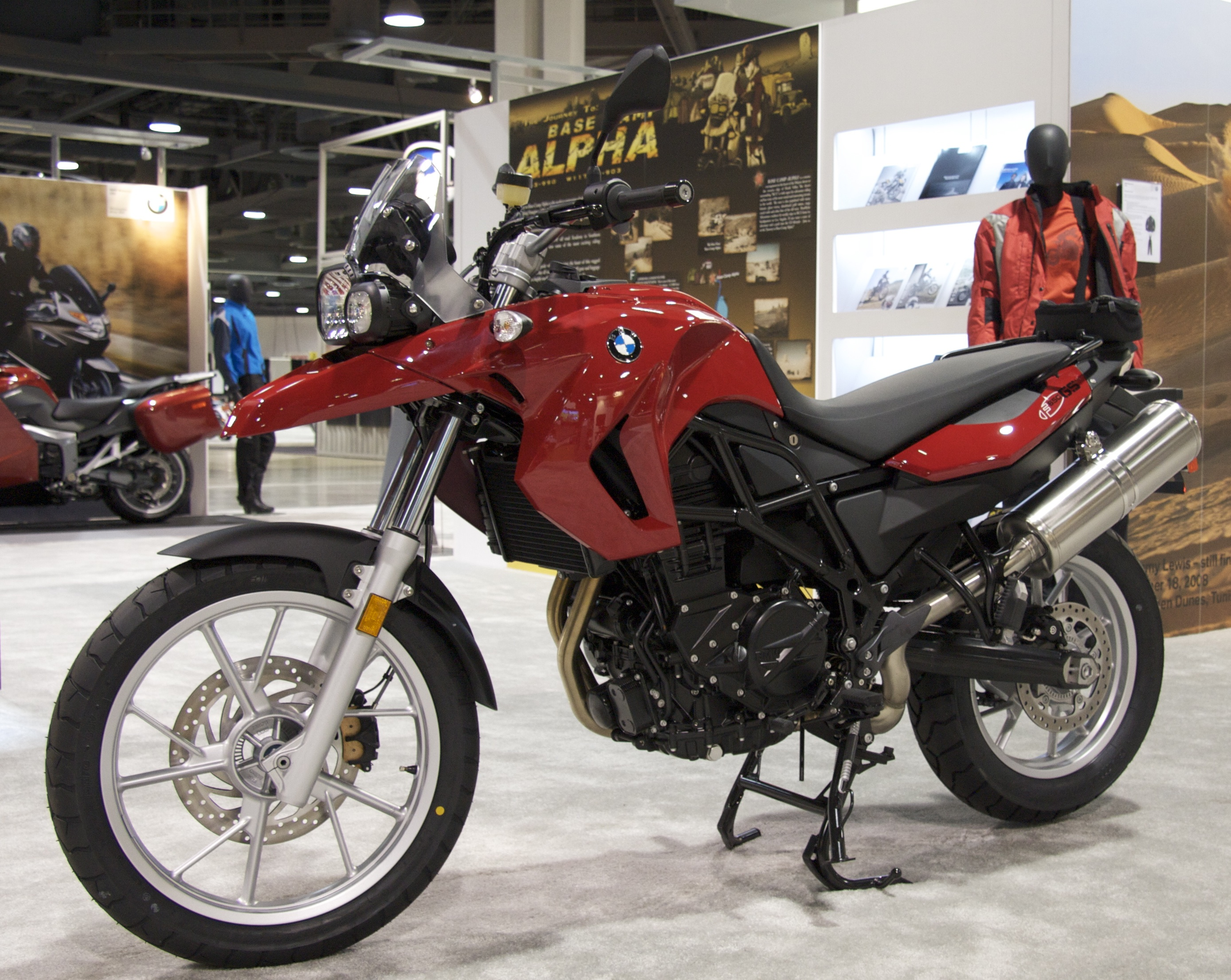
BMW F 650 GS (twin) 2008−2012

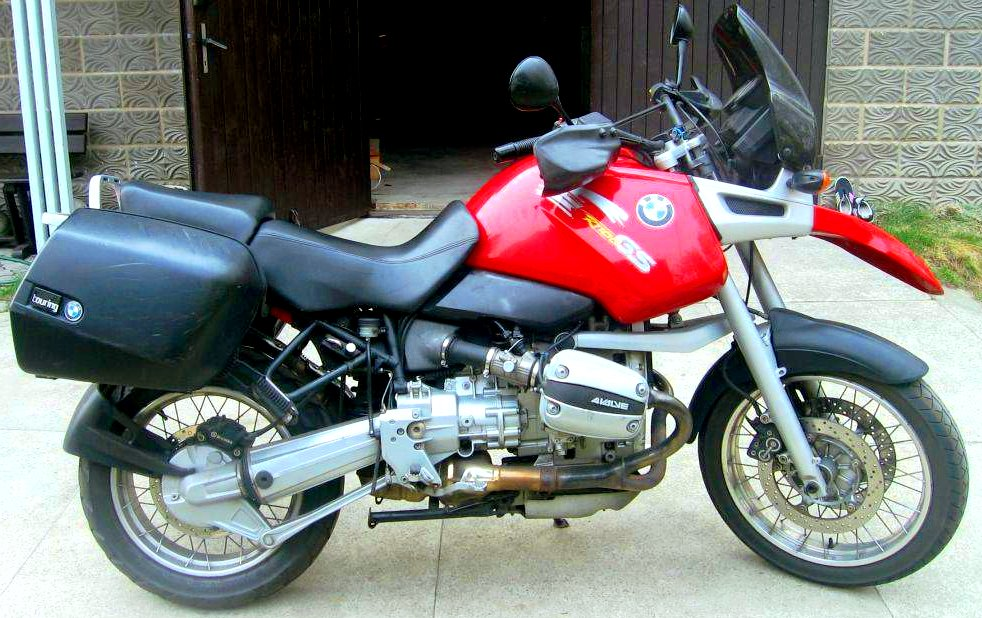
BMW R 110 GS

- C1
- C 650 GT(inne języki)
- E 75
- F 650
- F 650 GS
- F 800(inne języki)
- G 450
- G 650
- HP2(inne języki)
- K 1
- K 75(inne języki)
- K 100(inne języki)
- K 1100
- K 1200(inne języki)
- K 1300
- K 1600
- Krauser Domani
- R 2
- R 3
- R 4
- R 5
- R 6
- R 11
- R 12
- R 16
- R 17
- R 20
- R 23
- R 24
- R 25
- R 25/2
- R 25/3
- R 26
- R 27
- R 32
- R 35
- R 37
- R 39
- R 42
- R 47
- R 50
- R 50 S
- R 50/2
- R 50/5
- R 51
- R 51/2
- R 51/3
- R 52
- R 57
- R 60
- R 60/2
- R 60/5
- R 61
- R 62
- R 63
- R 66
- R 67
- R 67/2
- R 67/3
- R 68
- R 69
- R 71
- R 75
- R 75/5
- R 80(inne języki)
- R 90
- R 100(inne języki)
- R 110
- R 850(inne języki)
- R 1100
- R 1150
- R 1200
- R nineT(inne języki)
- S1000 R
- S1000 RR